# Ludwigsfelde

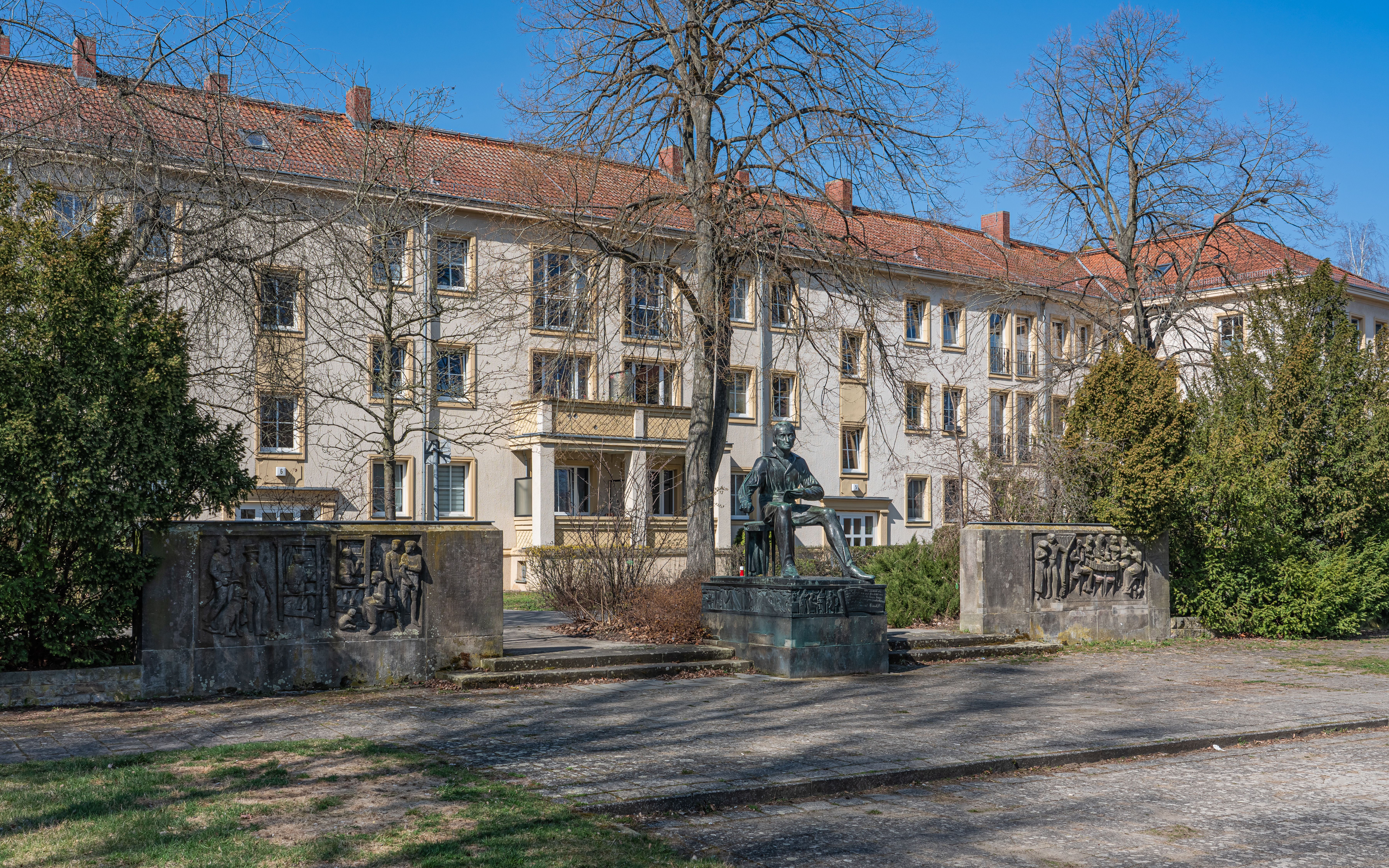
Heinrich-Heine-Denkmal des Bildhauers Waldemar Grzimek im Dichterviertel, 1956 eingeweiht

Ludwigsfelde ist eine amtsfreie Mittelstadt im Norden des Landkreises Teltow-Fläming in Brandenburg mit rund 30.000 Einwohnern. Sie liegt rund elf Kilometer südlich der Berliner Stadtgrenze und ungefähr acht Kilometer östlich von Potsdam in der Agglomeration Berlin. Das Stadtrecht besteht seit dem 18. Juli 1965.
Die Kernstadt Ludwigsfelde, die der gesamten Stadt den Namen gab, befindet sich auf der Teltow-Hochfläche, während die zwischen 1997 und 2003 als Ortsteile eingemeindeten elf Dörfer überwiegend in angrenzenden Niederungen liegen. Ortsteile wie Ahrensdorf und Gröben entstanden im 12. Jahrhundert mit der Deutschen Ostsiedlung als Kolonistendörfer. Die Kernstadt ist eine Neugründung von 1750/1753 unter Friedrich dem Großen im Zuge der Binnenkolonisation. Mit dem Bau eines Flugzeugmotorenwerks durch Daimler-Benz erhielt Ludwigsfelde 1936 den entscheidenden Entwicklungsimpuls zur heutigen Industriestadt.
Rund 80 % der Bevölkerung lebt in der Kernstadt, die von technologieintensiven Industriezweigen, insbesondere in den Bereichen Automobilproduktion und Luft- und Raumfahrttechnik, geprägt ist. In den dörflichen Ortsteilen, die 87 % der Gesamtfläche (circa 110 km²) einnehmen, dominiert nach wie vor die Landwirtschaft. Die naturnahen Dörfer, zum Teil im Naturpark Nuthe-Nieplitz gelegen, haben zudem Anteil am touristischen Aufschwung, der seit der deutschen Wiedervereinigung Teile des südlichen Berliner Umlands erfasst hat.

## Geografie

### Geografische Lage
Die Gesamtstadt Ludwigsfelde ist von folgenden Städten und Gemeinden umgeben: im Nordwesten von dem Stahnsdorfer Ortsteil Sputendorf, im Norden von Großbeeren, im Nordosten von Blankenfelde-Mahlow, im Osten mit einem kurzen Stück am Rangsdorfer See von Rangsdorf und dann von dem Zossener Ortsteil Glienick, im Südosten von dem Zossener Ortsteil Nunsdorf, im Süden von den Trebbiner Ortsteilen Märkisch Wilmersdorf, Thyrow, Glau und Blankensee, im Westen von den Nuthetaler Ortsteilen Tremsdorf, Fahlhorst und Saarmund.

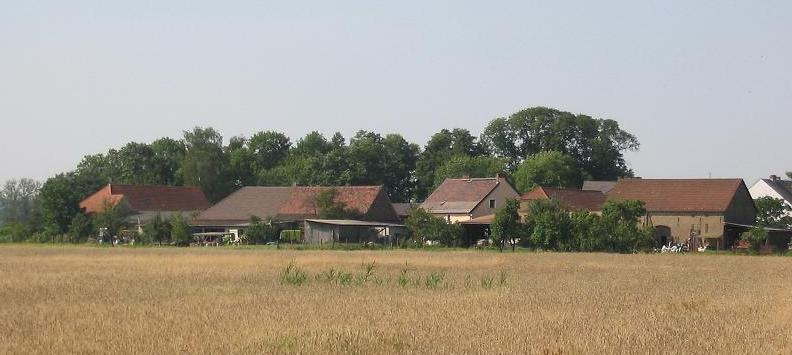
Gröbener Kietz

Die Kernstadt wird in West-Ost-Richtung von der Autobahn 10, dem Berliner Ring, durchlaufen und in Ludwigsfelde-Nord und -Süd geteilt. Mit zwei Bahnhöfen hat Ludwigsfelde Anschluss an die Anhalter Bahn, die Berlin über Wittenberg mit Halle an der Saale verbindet. Ein weiterer Bahnhaltepunkt verbindet Ludwigsfelde mit der Bahnstrecke Potsdam–Berlin Flughafen BER. In Nord-Süd-Richtung durchläuft das Stadtgebiet die zur „Gelben Autobahn“ ausgebaute Bundesstraße 101 (oder B 101n) mit mehreren Anschlussstellen in der Gesamtstadt.

### Naturraum

#### Teltow und Niederungen

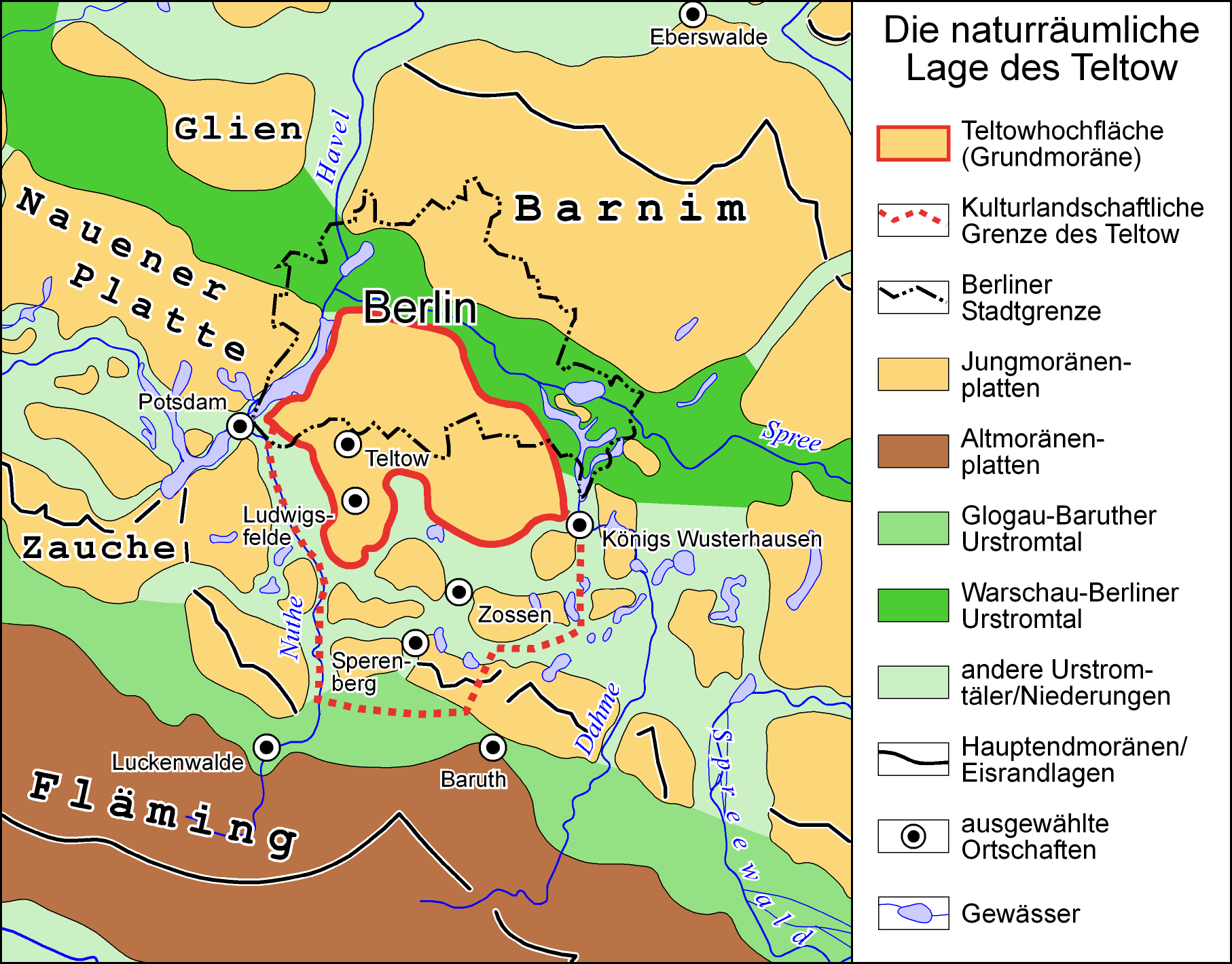
Stadtkern auf der Teltow-Zunge, Ortsteile überwiegend in den westlichen und östlichen Glazialen Rinnen

Die Gesamtstadt Ludwigsfelde zählt kulturräumlich zum Teltow. In geologischer Hinsicht liegt allerdings nur die Kernstadt auf dem Teltow-Plateau, denn die geologische Grenze des Teltow ist enger gefasst als die kulturräumliche, wie die beiden Grenzziehungen auf der nebenstehenden Karte verdeutlichen. Danach befindet sich die Kernstadt auf der südwestlichen Teltowzunge, die im Süden an der Thyrower Pforte durch die eiszeitliche Saalow-Christinendorfer Abflussbahn von der Trebbiner Platte getrennt ist. Die Ortsteile hingegen liegen überwiegend in angrenzenden Niederungen. Westlich geht der Teltow in die Trebbin-Potsdamer Abflussbahn über, deren Niederung heute die Flüsse Nuthe und Nieplitz durchfließen. Nach Osten fällt die Teltow-Zunge zur Löwenbrucher Talsandfläche und zur ehemaligen Rangsdorf-Thyrower Abflussbahn ab, die heute von einem ausgedehnten Grabensystem mit dem Hauptgraben Nuthekanal durchzogen ist.
Die flachwellige, im Durchschnitt zehn bis zwanzig Meter mächtige Grundmoränenoberfläche des Teltow entstand vor rund 20.000 Jahren im Brandenburger Stadium der Weichseleiszeit. Die Höhenunterschiede zwischen dem Plateau und den glazialen Abflussbahnen spiegeln sich im unterschiedlichen Höhenniveau des Ludwigsfelder Stadtgebietes wider. Während die Kernstadt auf einer Höhe von 43 m ü. NN liegt, befindet sich Schiaß auf einem Niveau von 35 m ü. NN und Ahrensdorf als niedrigstgelegener Ortsteil auf 32 m ü. NN. Bei Groß Schulzendorf auf der östlich der Teltowzunge gelegenen Glienicker Platte erreicht die Stadt dann wieder 43 m ü. NN.

#### Kernstadt – Heide, Sand und Pechpfuhl
Die Kernstadt ist umgeben von der Ahrensdorfer Heide, der Siethener Heide am Landschaftsschutzgebiet (LSG) Pechpfuhl, der Genshagener Heide, der Damsdorfer Heide und der Ludwigsfelder Heide. Dabei musste die Genshagener Heide seit 1936 in weiten Teilen den Industriebauten weichen. Aufgrund der trockenen, sandigen Teltow-Böden dominieren in den Wäldern ausgedehnte Kiefernbestände. Angewehte Sandablagerungen veranschaulichen die Etikettierung des Kurfürstentums Brandenburg als „Streusandbüchse des Heiligen Römischen Reiches Deutscher Nation“ in Ludwigsfelde fast idealtypisch.

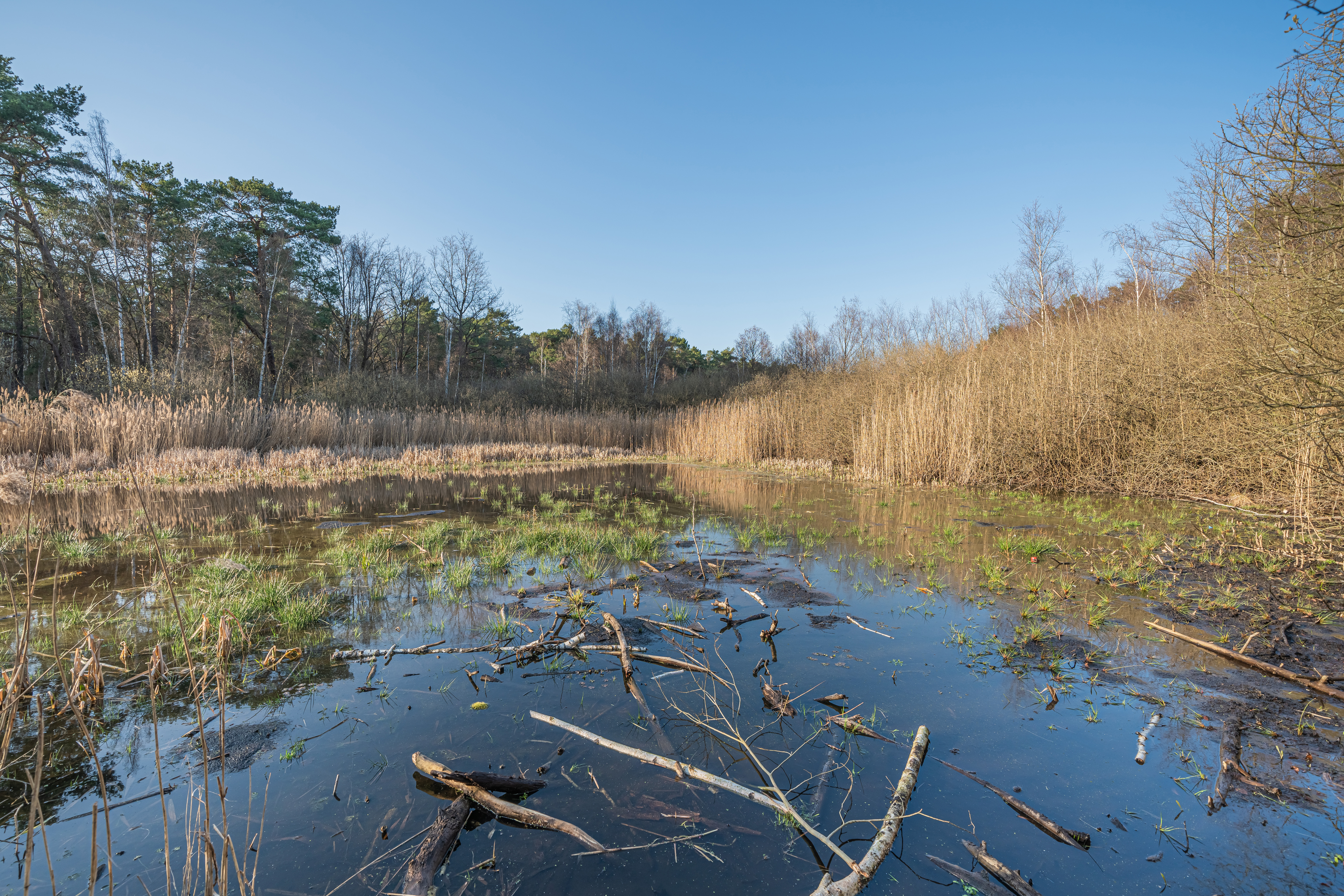
LSG Pechpfuhl

Am Rand der Binnendünen bildeten sich auf lehmigem Grund des Teltow einige feuchte Senken mit Bruchgebieten und stehenden Gewässern heraus. Dazu zählt das Landschaftsschutzgebiet (LSG) Pechpfuhl, das direkt an die Wohngebiete der nordwestlichen Ludwigsfelder Kernstadt grenzt. Die ehemalige Glaziale Abflussbahn entwässert über den Leopoldsgraben in den Siethener See und weiter in den Gröbener See. Ursprünglich floss sie westlich der Nuthe entgegen der heutigen Fließrichtung der Nieplitz weiter über den Schiaßer See und den Grössinsee bis zum Blankensee. Der Pechpfuhl ist im langgestreckten Südteil geprägt von vier offenen Wasserflächen und im Nordteil, in dem er Hochmoorcharakter annimmt, von Wollgras-Moorrasen und Erlenbruchwald. Unter der Flora und Fauna sind der in Deutschland besonders geschützte fleischfressende Sonnentau (Drosera) und der streng geschützte Zaunkönig (Troglodytes troglodytes), Vogel des Jahres 2004, bemerkenswert.

#### Ortsteile der Nuthe-Nieplitz-Niederung

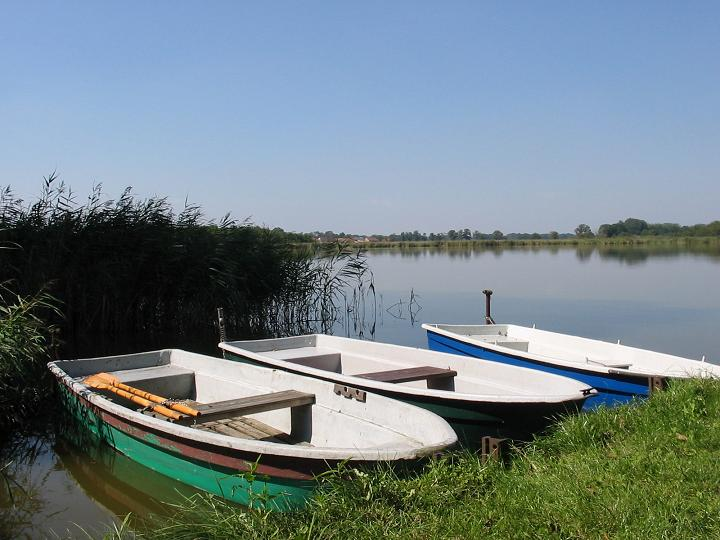
Gröbener See bei Jütchendorf

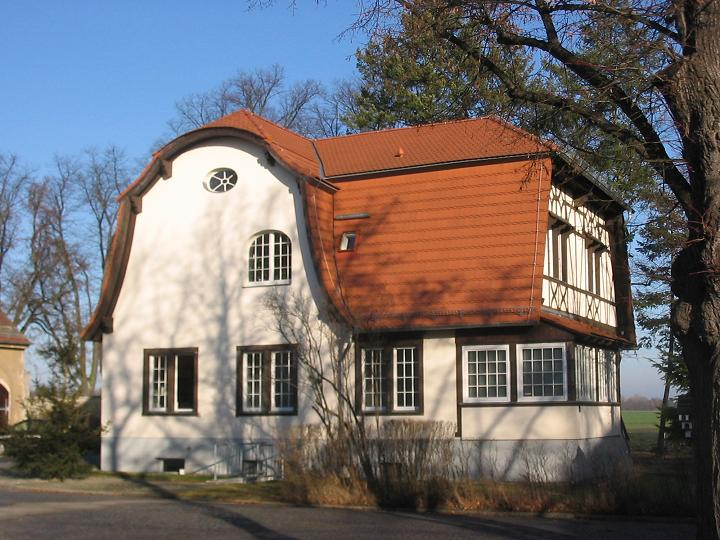
Schule am Wald. Ehemaliges Jagdschloss Heidehof der Familie Wertheim in Groß Schulzendorf.

Die Rinne der Trebbin-Potsdamer Abflussbahn westlich des Teltow durchfließen heute die Nuthe und die Nieplitz. In der Nuthe-Nieplitz-Niederung liegen die Ortsteile Schiaß, Mietgendorf, Jütchendorf, Siethen, Gröben und Ahrensdorf, die sämtlich zum Naturpark Nuthe-Nieplitz gehören. Die Niederung ist geprägt durch Bruchgebiete und seenartige Erweiterungen im hypertrophen Fluss-See-System im Unterlauf der Nieplitz, das auf dem Ludwigsfelder Gebiet aus dem Grössinsee und dem Schiaßer See besteht. Bei Mietgendorf verläuft die südwestliche Grenze Ludwigsfeldes durch die Glauer Berge, die mitten in der Niederungslandschaft eine isolierte Stauchmoräne aus Vorschüttsanden der Weichseleiszeit bilden. Die mit 93 m höchste Erhebung der Glauer Berge bildet zugleich die höchste Erhebung Ludwigsfeldes.
- Zu Flora und Fauna → Naturpark Nuthe-Nieplitz
- Zur Naturraumgeschichte der Niederung → die einzelnen Ortsteilartikel, insbesondere Gröben und Jütchendorf

#### Ortsteile der Nuthekanal-Niederung, Glienicker Platte
Die östlichen Ortsteile Kerzendorf, Löwenbruch, Genshagen und Wietstock befinden sich in der ehemaligen Rangsdorf-Thyrower Abflussbahn am Rand der Löwenbrucher Talsandfläche, die heute von einem Grabensystem mit dem Hauptgraben Nuthekanal durchzogen ist. Die Gemarkungen dieser Dörfer gehören zum Teil dem ausgedehnten Landschaftsschutzgebiet Notte-Niederung an. Dabei zieht sich ein Teil Wietstocks bereits wieder an der östlich folgenden Glienicker Platte hoch und der östlichste Ortsteil Groß Schulzendorf liegt vollständig auf diesem Plateau. Mit einem kleinen Zipfel dehnt sich Ludwigsfelde in diesem Bereich noch weiter nach Osten bis zum Rangsdorfer See aus.
- Zu Flora, Fauna und Naturraumgeschichte → insbesondere Löwenbruch, Wietstock

### Klima
Ludwigsfelde liegt in einer gemäßigten Klimazone im Übergangsbereich vom atlantisch geprägten Klima Nord-/Westeuropas zum kontinentalen Klima Osteuropas. Der Temperaturverlauf entspricht ungefähr dem bundesdeutschen Durchschnitt. Die jahreszeitlichen Temperaturschwankungen sind geringer als im üblichen kontinentalen Klima, aber höher als im ausgeglicheneren Seeklima der Küstenregionen.

## Stadtgliederung
Zu Ludwigsfelde gehören folgende Ortsteile:
| - Ahrensdorf (1043) - Genshagen (1365) - Gröben (349) - Groß Schulzendorf (590) | - Jütchendorf (107) - Kerzendorf (211) - Löwenbruch (275) - Mietgendorf (77) | - Schiaß (40) - Siethen (791) - Wietstock (366) |

in Klammern: Einwohnerzahlen vom 31. März 2022 nach Angaben der Stadt Ludwigsfelde
Als Wohnplätze sind ausgewiesen: Am Fischerkietz, Am Walde, Struveshof und Weinberg.

## Geschichte

### Frühe Besiedlung
Die feuchten, fruchtbaren Niederungen und die trockenen Hochflächen Ludwigsfeldes zogen schon sehr früh Siedler an, wie Funde von Tierknochen, Tonscherben und Herdsteinen beispielsweise in Jütchendorf zeigen. Die Denkmalliste des Landes Brandenburg führt eine Reihe von Fundstellen in nahezu allen Ortsteilen auf, darunter Siedlungen aus der Ur- und Frühgeschichte, Rast- und Werkplätze aus dem Mesolithikum, ein Großsteingrab aus dem Neolithikum, Siedlungsplätze aus der Bronzezeit sowie Gräberfelder und Siedlungen aus der Eisenzeit. Ferner wurden Siedlungen zur Zeit der Römischen Kaiserzeit nachgewiesen. Nach der Abwanderung der Sueben, dem elbgermanischen Teilstamm der Semnonen, ab dem 5. Jahrhundert in Richtung Schwaben zogen in den vermutlich weitgehend siedlungsleeren Raum Slawen ein. Aus dem slawischen Mittelalter gibt es in Ludwigsfelde fast flächendeckend Bodendenkmäler. Die ersten deutschen mittelalterlichen Siedlungen entstanden mit dem Landesausbau im Zuge der Ostkolonisation im 12./13. Jahrhundert.

### Deutsche Ostkolonisation, erste Ludwigsfelder Gründung 1170

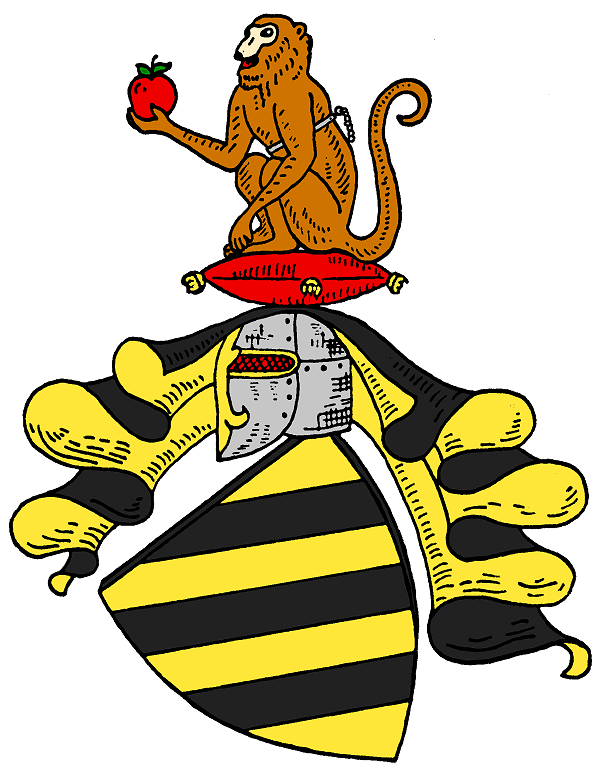
Wappen derer von Schlabrendorf, über Jahrhunderte Gutsherren einiger westlicher Ortsteile

Die westlichen Ortsteile Ludwigsfeldes gehörten lange zum Grenzbereich nach Osten. Die Flüsse Nuthe und Havel bildeten bis in das 12. Jahrhundert die Grenze zwischen den slawischen Stämmen der Heveller in der Zauche und der Stodoranen im Teltow, die bei der Gründung der Mark Brandenburg 1157 durch den Askanier Albrecht den Bären eine mitentscheidende Rolle spielten. Bereits kurz nach der Gründung der Mark folgte die Familie von Gröben aus Gribehne (Sachsen-Anhalt) dem Ruf der Askanier nach Siedlern für das neue Land und gründete 1170 das Dorf Gröben, das damit sehr wahrscheinlich der älteste Ludwigsfelder Teil ist. Die Zisterzienser, die im 12./13. Jahrhundert in Techniken wie der Fischerei oder dem Mühlenbau führend waren und den Landesausbau der askanischen Markgrafen missionierend und wirtschaftend unterstützten, waren auch in Ludwigsfelde tätig: 1242 übereigneten die gemeinsam regierenden Markgrafen Johann I. und Otto III. auf Veranlassung Heinrichs von Steglitz und seines Neffen den heutigen Ortsteil Ahrensdorf an das Kloster Lehnin.
Die Gutsherren, die bis in die frühe Neuzeit die Entwicklung der Ortsteile und auch die Anfänge der beiden späten Gründungskolonien der Kernstadt bestimmten, gehörten zu den bekanntesten märkischen Uradels- und Adelsfamilien. Dazu zählten die Familien Torgow, Gröben, Thümen, Schlabrendorf, Boytin, Alvensleben, Knesebeck, Hake, Scharnhorst und Jagow.
- Zur Geschichte der Ortsteile siehe die einzelnen Ortsteilartikel → insbesondere Löwenbruch, Gröben, Jütchendorf, Kerzendorf und Wietstock

### Gründung der Kernstadt Ludwigsfelde

#### Überblick von 1750/1753 bis zur Industrialisierung 1936

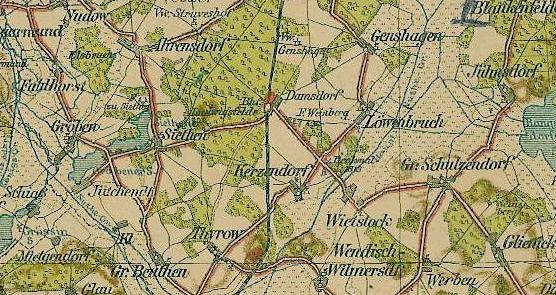
Plan von 1903, Damsdorf und Ludwigsfelde noch getrennt und vergleichsweise bedeutungslos. Die Niederungen um die heutige Kernstadt sind deutlich eingezeichnet.

Die Kernstadt selbst entstand erst zwischen 1750 und 1753. Auf dem Areal der Wüstung Damsdorf ließ Friedrich der Große im Zuge der Binnenkolonisation und Repeuplierung (Wiederbevölkerung verlassener Orte) zwei Kolonien beziehungsweise Etablissements als Vorwerke anlegen und durch 12 „ausländische kleine Wirthe“ besiedeln. Das eine Etablissement gehörte zum Gut Genshagen unter dem Hauptmann von Haacke und erhielt den Namen der Wüstung Damsdorf. Die andere Kolonie lag auf der Löwenbrucher Gemarkung unter dem Gutsherrn und Kurmärkischen Kammerpräsidenten Ernst Ludwig von der Gröben (1703–1773) und wurde nach dessen zweiten Vornamen Ludwigsfelde benannt.
Erst mit der Brandenburger Gemeindereform 1928 schlossen sich beide Kolonien zusammen, und zwar zuerst unter dem Namen Damsdorf. Bereits ein Jahr später, am 22. Februar 1929, wurde der Name aufgrund von Einwohnerwünschen auf Ludwigsfelde geändert. Ein weiterer Grund der Änderung lag in dem 1886 gebauten Bahnhof Ludwigsfelde an der Anhalter Bahn, der den Namen Ludwigsfelde sehr viel bekannter gemacht hatte als den Namen Damsdorf. Der Name Damsdorf ist heute lediglich in der Bezeichnung des Waldgebiets Damsdorfer Heide nördlich der Stadt erhalten.
Der Pharus-Plan von 1903 zeigt beide Gründungsteile der Kernstadt, die noch im 19. Jahrhundert deutlich unbedeutender war als viele ihrer heutigen Ortsteile. So hieß es beispielsweise 1800 über Ludwigsfelde: „Kolonie bei Löwenbruch, die mit Damsdorf einen Ort ausmacht“. Erst nach der Anbindung an die Anhalter Bahn und dann insbesondere mit den ersten Industrialisierungen in den 1930er Jahren überholte die Kernstadt ihre heutigen Ortsteile und explodierte im Vergleich zu den stagnierenden Dörfern in der Bevölkerungszahl.

#### Wüstung Damsdorf

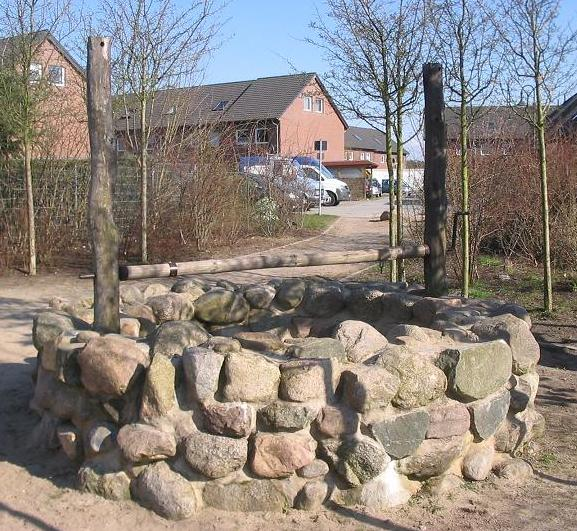
Rekonstruierter Damsdorfer Brunnen von 1240

Zwischen 1997 und 2003 fand auf dem Gelände des Gewerbegebiets Preußenpark Ludwigsfelde/Löwenbruch auf einer Fläche von 25.000 m² eine der größten Ausgrabungen einer mittelalterlichen Dorfwüstung in den Neuen Bundesländern statt. Die Untersuchungen galten der Vorgängersiedlung Damsdorf. Analysen ergaben für die Spuren einer zweischiffigen Holzkirche eine Entstehungszeit um 1180, für Holzreste eines Brunnens eine Bauzeit vor 1240 und für eine Feldsteinkirche eine Bauzeit um 1250. Der mittelalterliche Brunnen wurde rekonstruiert und im Jahr 2000 im Preußenpark, dessen erster symbolischer Spatenstich am 1. November 1992 erfolgt war, eingeweiht.
Die erste überlieferte Erwähnung fand das Dorf 1375 im Landbuch Kaiser Karl IV. als Danstorff prope Trebbin. 1413 findet sich ein Eintrag als die dorffere Damstorff und 1479 war bereits die Rede von der halben wusten veltmarck zu Domstorff. 1540 ist das Dorf endgültig als Wüstung verzeichnet: die wuste veltmarcke Dambstorff, ebenso 1644, dabei wieder in der Schreibweise Damstorff. Nach Gerhard Schlimpert fiel das Dorf Ende des 15. Jahrhunderts wüst und 1610 bestand auf der wüsten Feldmark lediglich eine Schäferei. Wie bei den Reichenwalder und Müncheberger Orts- beziehungsweise Gemeindeteilen Dahmsdorf leitet Reinhard E. Fischer den Namen Damsdorf etymologisch aus der Benennung „nach einem Mann mit dem deutschen Personennamen Thomas (biblischer Name, aus dem Hebräischen), mittelniederdeutsch »Domes, Domas«“, ab.
Johann von Torgow, Herr zu Zossen, wurde 1413 durch Burggraf Friedrich VI. von Nürnberg (später Friedrich I. von Brandenburg) mit Hebungen aus dem Zoll zu Berlin sowie mehreren umliegenden Dörfern, so auch Damsdorf, belehnt. Auch nach Urkunden von 1462 und 1472 war das Dorf im Besitz der Herren von Torgow, zu dem auch die heutigen Ludwigsfelder Ortsteile Genshagen, Kerzendorf und Löwenbruch sowie Kleinbeeren, Rangsdorf und der heutige Berliner Teil Steglitz zählten. Ungeklärt ist, warum Damstorf wüst fiel. Möglicherweise hing die Aufgabe des Dorfes mit dem Aussterben des Geschlechtes derer von Torgow zusammen, wogegen allerdings spricht, dass alle anderen Torgowschen Güter weiter existierten.

#### Spinnerkolonien und Kriegsauswirkungen 1756/63, 1813

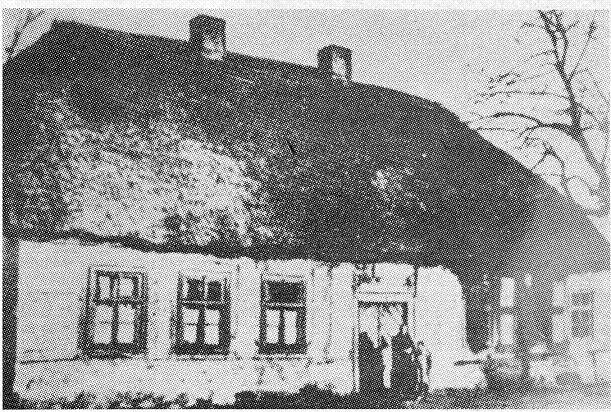
Alter Krug aus dem Gründungsjahr 1753, hier um 1900

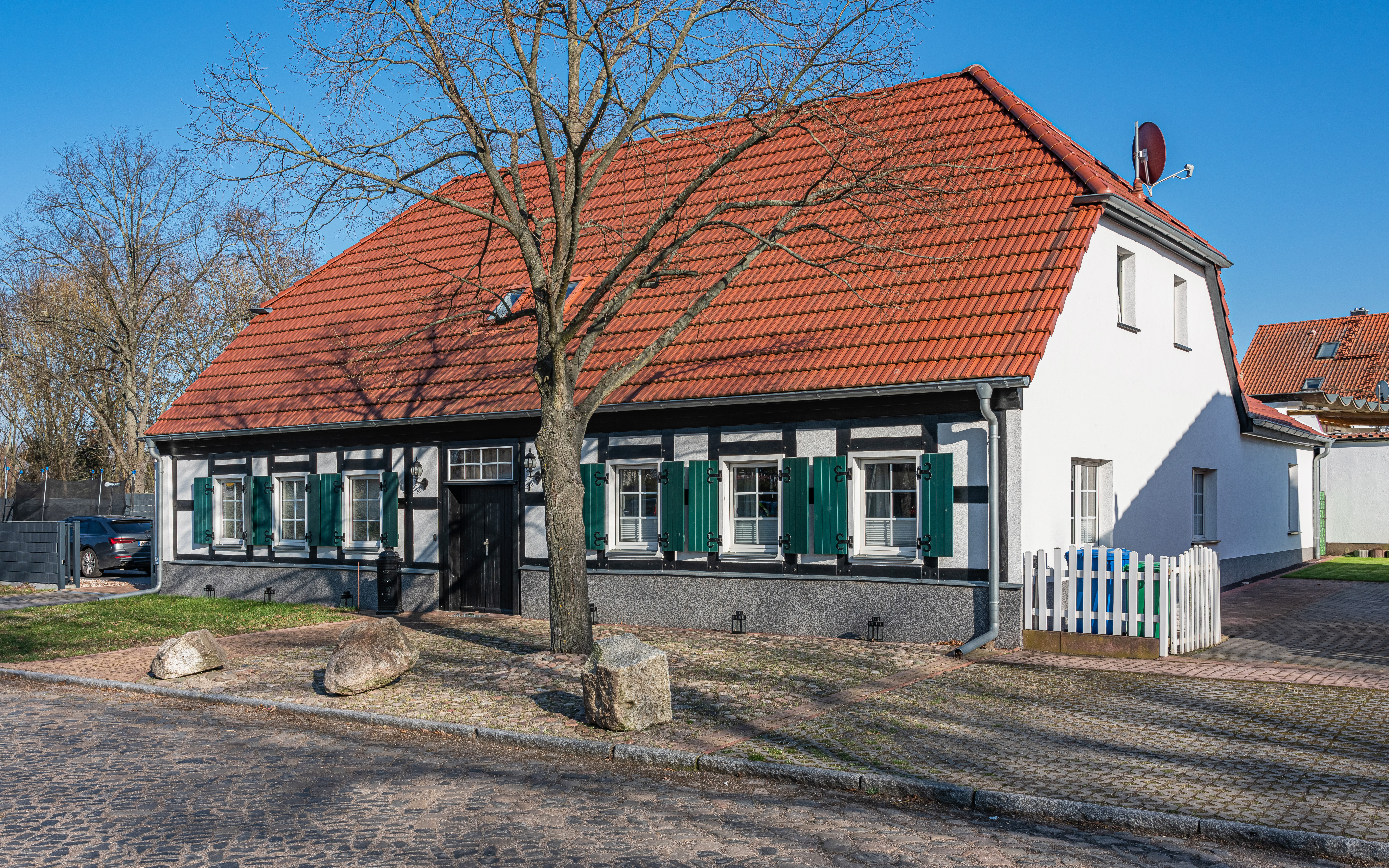
Denkmalgeschützter Alter Krug im Jahr 2021

Die beiden Etablissements Damsdorf und Ludwigsfelde waren 1750/1753 in erster Linie als Spinner-Kolonien angelegt worden, die Garn für die Textilfabriken in Berlin und Brandenburg spannen. Daneben betrieben die angesiedelten Familien etwas Ackerbau. Zu Ludwigsfelde gehörten „3 Felder, deren jedes 3 Wispel Aussat hatte.“ Beide Kolonien entstanden südöstlich des heutigen Bahnhofs in unmittelbarer Nähe zueinander, nur durch eine Straße getrennt, dabei Ludwigsfelde am heute noch bestehenden Alten Krug. Der mehrfach umgebaute und ursprünglich reetgedeckte Alte Krug von 1753 ist das älteste noch bestehende Gebäude der Kernstadt. Das Baudenkmal beherbergte früher gastronomische Einrichtungen.
Ob die beiden kleinen Kolonien zwischen 1756 und 1763 vom Siebenjährigen Krieg betroffen waren, ist nicht bekannt. Sicher ist, dass heutige Ortsteile wie beispielsweise Gröben unter den Verwüstungen und Plünderungen des Krieges hart zu leiden hatten. Das Gröbener Kirchenbuch enthält den Eintrag:

„1760 am 11., 12. und 13. October ist Gröben von einigen herumschweifenden Östreichern, nebst etlichen von der Reichsarmee, heimgesucht worden. Bei welcher Gelegenheit der Ort nicht allein an 700 Thlr. Brandschatzung hat geben müssen, sondern sind auch noch die Einwohner geplündert und ihnen ihre Pferde weggenommen worden. Desgleichen ist auch die Kirche und das Pfarrhaus nicht verschont geblieben.“

Im Jahr 1791 gehörten zu Ludwigsfelde „11 Feuerstellen, 9 Büdner, 1 Krüger und 59 Seelen“. 1805 lebten in beiden Kolonien, die „faktisch einen Ort […] bildeten“, insgesamt 85 Einwohner. Nach dem Freitod des Majors a. D. Karl Wilhelm von der Gröben am 29. November 1805 erlosch der Mannesstamm dieser Familie und über Elisabeth von der Gröben, verheiratet mit Wilhelm Leopold von dem Knesebeck (1735–1803) aus Karwe am Ruppiner See, kam Löwenbruch und damit auch die Kolonie Ludwigsfelde zu den von dem Knesebeck und ging 1823 testamentarisch an Wilhelm von dem Knesebeck über. Erst mit der Bodenreform der Sowjetischen Besatzungszone 1945 wurden die Gutsbesitzungen derer von dem Knesebeck aufgelöst. Am 22. August 1813, am Vortag der Schlacht von Großbeeren, wurde Ludwigsfelde im Zusammenhang mit den Gefechten um die Wietstocker Schanzen stark in Mitleidenschaft gezogen. Auf dem Feld zwischen Wietstock und Ludwigsfelde blieben angeblich rund eintausend tote Soldaten zurück. Vereinzelt finden sich im Waldgebiet noch verschlissene, von den Behörden unbeachtet gelassene Gedenksteine.

### Eisenbahnanschluss 1843 und Folgen

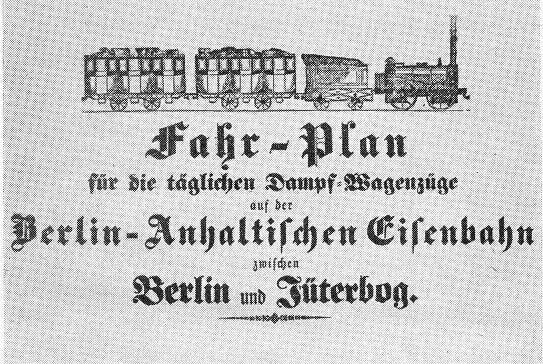
Fahrplan von 1848 der Berlin-Anhaltischen Eisenbahn-Gesellschaft

Die Industrielle Revolution ging an Ludwigsfelde und den Spinnerfamilien lange spurlos vorüber. Mit dem Bahnbau der Berlin-Anhaltischen Eisenbahn-Gesellschaft zwischen 1839 und 1841 begann ein erster bescheidener Aufschwung. Die Bahntrasse verlief durch die Gemarkung und 1843 erhielt der immer noch kleine Ort auf Betreiben der Gutsbesitzer, die am technischen Fortschritt teilhaben wollten, einen Haltepunkt mit dem Namen Ludwigsfelde. Der Haltepunkt entwickelte sich zu einem Umschlagszentrum für sämtliche umliegenden Gutshöfe. Aus Löwenbruch, Genshagen, Gröben, Siethen und Kerzendorf „rollten die schweren Ackerwagen heran. Die Fuhrknechte bekamen Kontakt mit den Eisenbahnern und erfuhren auf diese Art von den Vorgängen in einer Welt, die bis dahin außerhalb ihres Vorstellungsbereiches gelegen hatte.“ Noch im gleichen Jahr 1843 erhielt Ludwigsfelde eine Postanstalt der Königlich-Preußischen Post.
In der Kolonie Damsdorf gab es 1861 neun Haushaltungen. Die ausnahmslos evangelische Einwohnerschaft setzte sich zusammen aus drei Aufsehern, einer Wirtschafterin, fünf Knechten, drei Mägden, einem Handwerker und einer größeren Anzahl von Tagelöhnern. Die Haushalte verfügten über neun Hausschweine und fünfzehn Hausziegen. „Darüber hinaus lebten in Dahmsdorf sechs Beamte der Privat-Eisenbahngesellschaft und drei Personen, die »theilweise von Almosen lebten«.“ Die Kolonie Ludwigsfelde hatte im selben Jahr 25 Einwohner, gleichfalls sämtlich evangelischen Glaubens, die sich auf sechs Haushaltungen verteilten und über zwei Schweine und elf Ziegen verfügten. Bis auf ein Wohnhaus und einen Stall gehörten alle Ludwigsfelder Gebäude den Gutsherren zu Löwenbruch.
1886 wurde der Bahnhof Ludwigsfelde als repräsentativer Backsteinbau fertiggestellt, der heute als Museum dient und als zweitältestes erhaltenes Gebäude der Kernstadt unter Denkmalschutz steht. Mit dem Aufschwung durch die Bahnanbindung ging ein Ausbau des Straßennetzes einher, zu dessen Finanzierung am Ortseingang ein Chausseehaus zur Erhebung von Straßenzoll eingerichtet worden war. 1904 erhielt der Ort ein Telegraphenamt.

### Beginn der Industrialisierung 1936 und Zweiter Weltkrieg

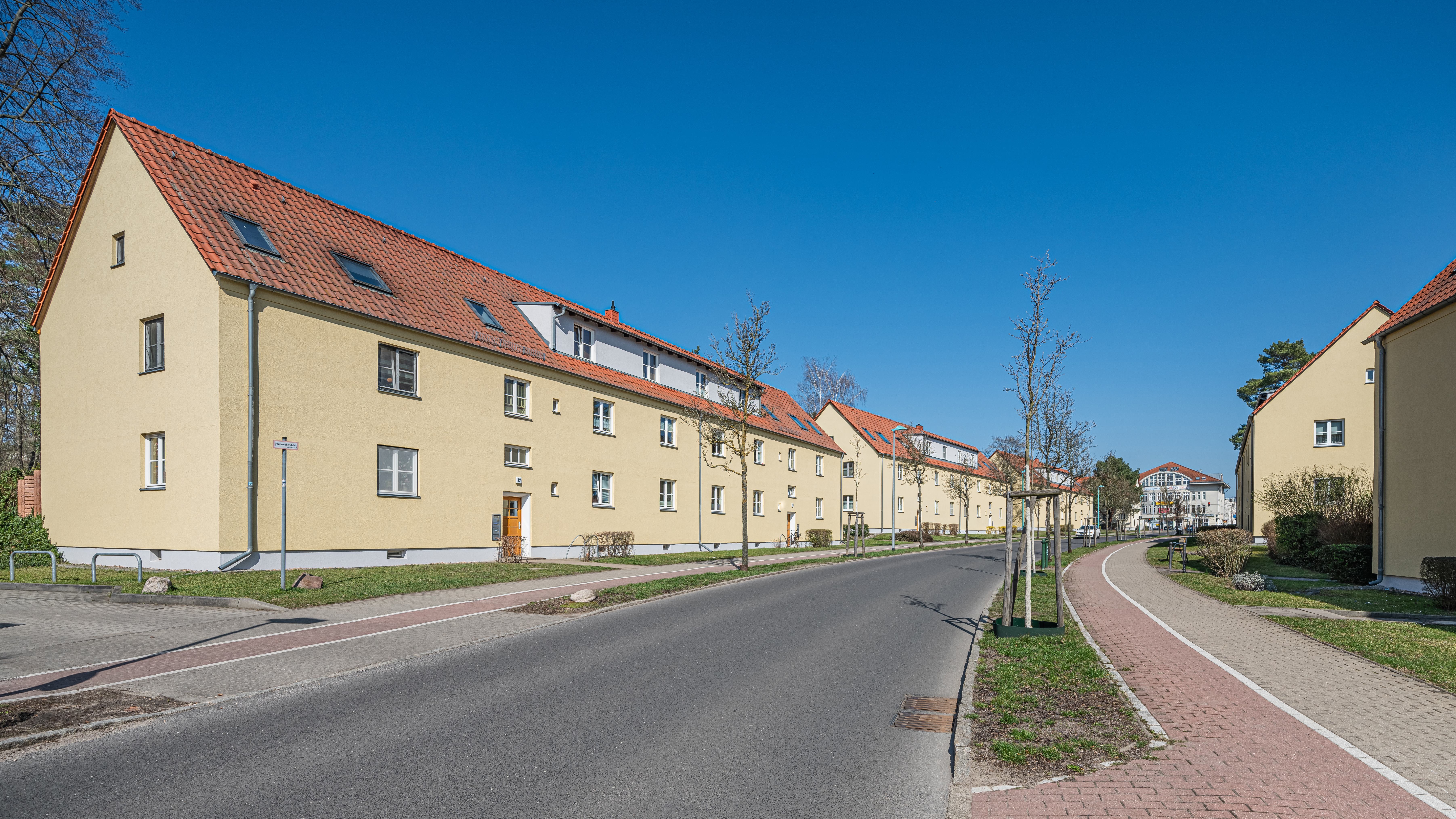
Ernst-Thälmann-Straße, Daimler-Werkssiedlung, 1930er Jahre

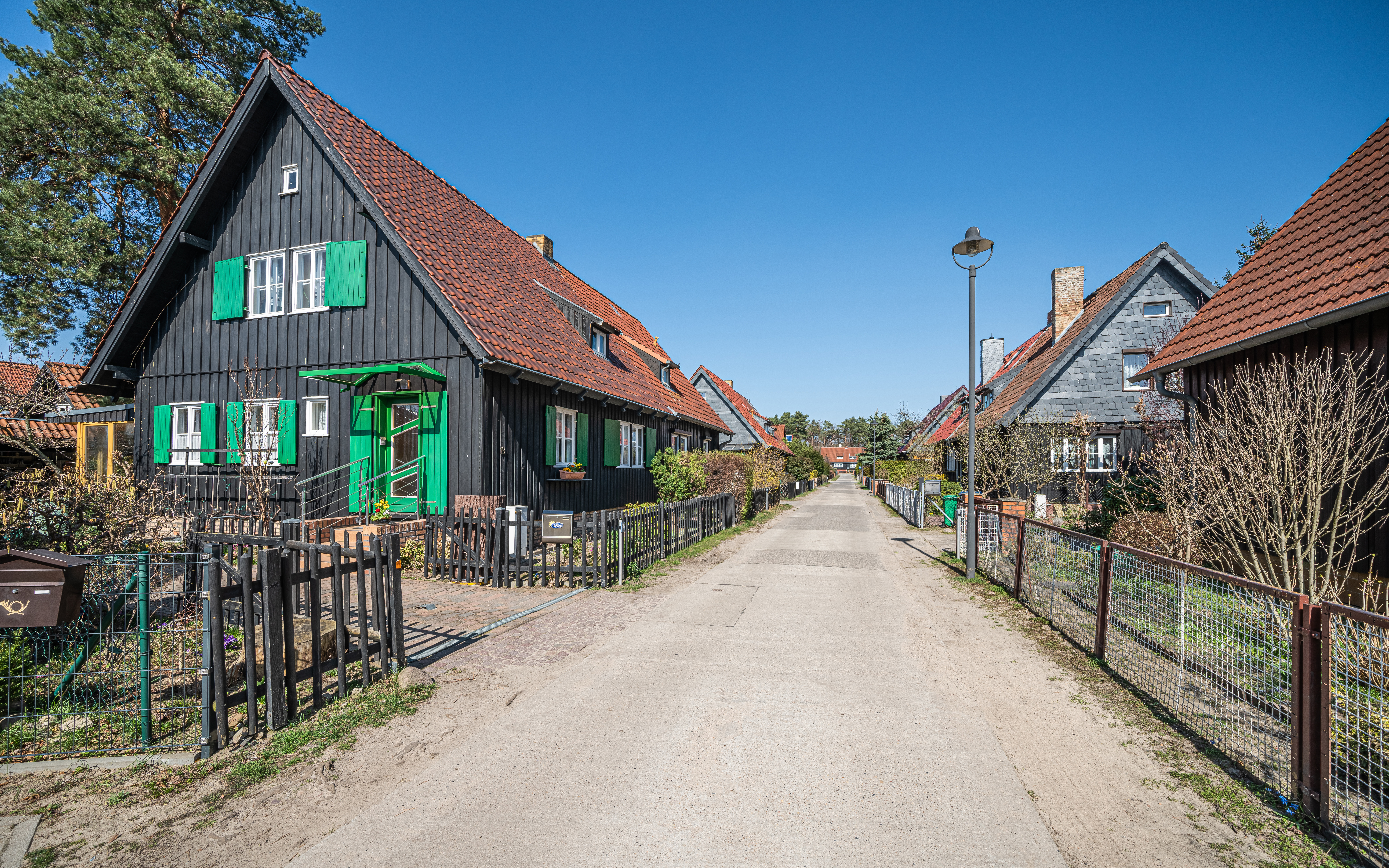
Holzhaussiedlung von 1944

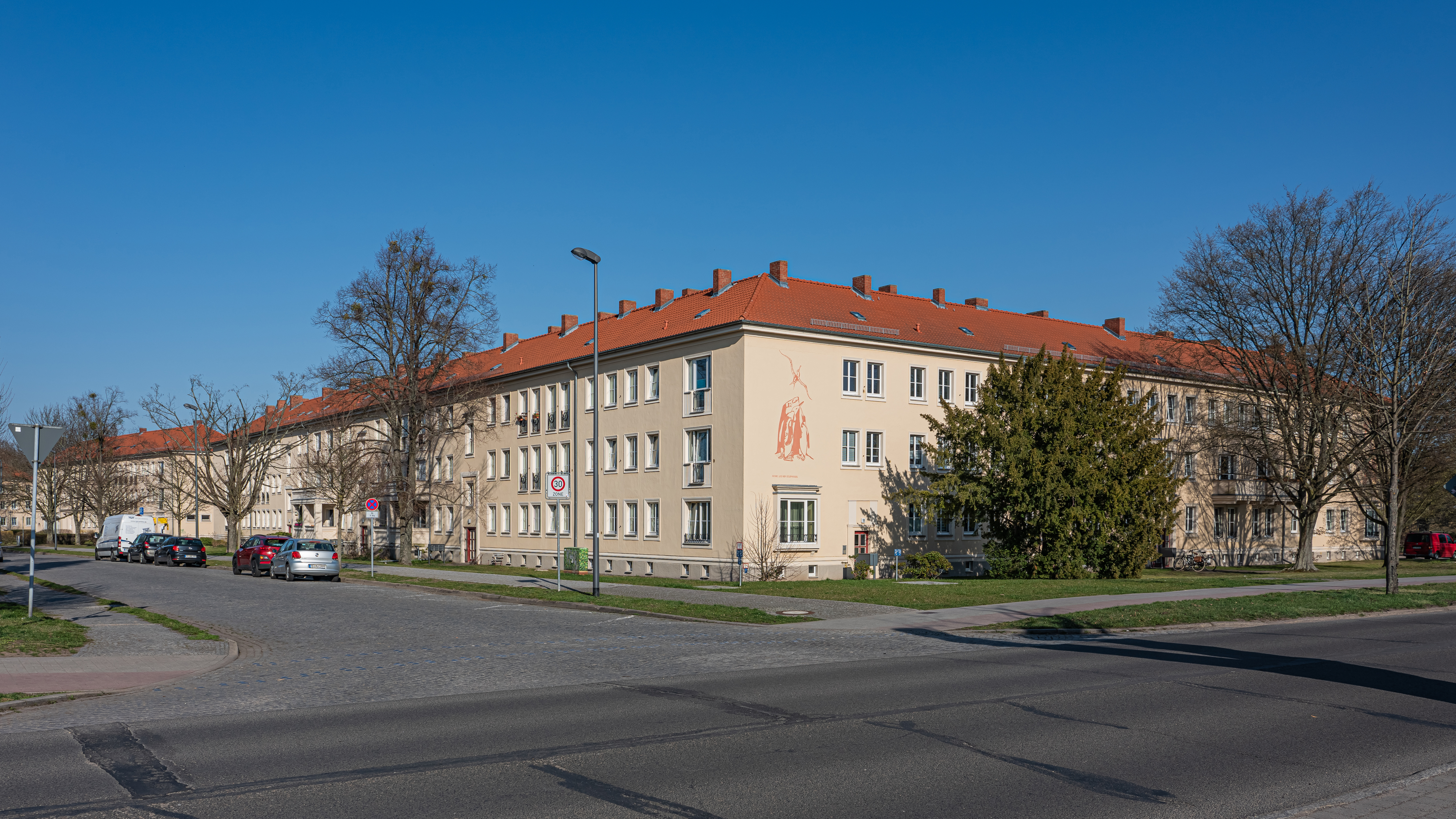
„Sozialistische Wohnstadt“
(Dichterviertel), 1950er Jahre

Den entscheidenden Impuls zum Industriestandort erhielten die nunmehr zu Ludwigsfelde vereinigten Kolonien 1936 mit dem Bau eines Flugzeugmotorenwerks. Die Bevölkerungszahl explodierte von rund 100 Einwohnern im Jahr 1900 über 229 im Jahr 1933, 1.032 im Jahr 1937, 3.640 im Jahr 1939, 5.810 im Jahr 1950, 13.009 im Jahr 1960, 16.663 im Jahr 1970 auf 22.900 im Jahr 1983. Seit 1936 sind die Siedlungs- und die Industriegeschichte Ludwigsfeldes eng verflochten.
Das Reichsluftfahrtministerium (RLM) beschloss 1936/1937, in der Genshagener Heide ein Flugzeugmotorenwerk zu errichten. Die Kurmärkische Kleinsiedlungsgesellschaft baute preisgünstige Wohnungen, um einen Stamm von Arbeitern an das Werk zu binden. So entstand damals eine der größten Siedlungsanlagen Deutschlands, die Daimler-Werkssiedlung, beiderseits der heutigen Ernst-Thälmann-Straße. Den nördlichen Abschluss dieses Ortsteils bildet die 1944 entstandene Holzhaussiedlung, für die 1992 die Stadtverordneten eine Erhaltungssatzung beschlossen haben. Der Bedarf an Arbeitskräften in der Kriegsphase war so hoch, dass immer mehr Kriegsgefangene und Zwangsarbeiter in der Produktion eingesetzt wurden, im Frühjahr 1944 waren es 11.000 Angehörige aus fast allen besetzten Ländern. Dazu kamen Insassen des Arbeitserziehungslagers Großbeeren und 1.200 Häftlinge des SS-Straflagers Danzig-Matzkau, die unter unmenschlichen Bedingungen hausen mussten. Obwohl durch alliierte Luftangriffe teilweise schon zerstört, wurde im September 1944 auf dem Werksgelände ein KZ-Außenlager des KZ Sachsenhausen für 1.100 Frauen aus dem KZ Ravensbrück errichtet. Auch sie mussten unter schrecklichen Bedingungen arbeiten. Viele starben an Hunger und Krankheiten, von der Gestapo wurden 43 Arbeiter exekutiert.

### Entwicklung in der DDR
Nach dem Zweiten Weltkrieg wurde das zerstörte Flugzeugmotorenwerk demontiert. Ab 1952 setzte mit der Errichtung des Industriewerks Ludwigsfelde (IWL), später Lkw-Werk mit rund 10.000 Beschäftigten, eine erneute Zuwanderung ein, insbesondere durch zahlreiche Umsiedler aus den deutschen Ostgebieten östlich der Oder-Neiße-Grenze. Für die Neubürger wurden mehrere Siedlungen in unterschiedlichen architektonischen Formen errichtet. Besonders herausragend ist die in Formen der Nationalen Bautradition in den 1950er Jahren errichtete „sozialistische Wohnstadt“ um den Heinrich-Heine-Platz (Dichterviertel).
Nach vom Projekt 17. Juni 1953 veröffentlichten Stasi-Protokollen fand bei dem Volksaufstand des 17. Juni 1953 in Ludwigsfelde eine Demonstration statt, bei der die Streikenden Transparente mit Losungen wie Freie Wahlen, mehr Butter, HO-Preissenkung, Auflösung der Nationalen Streitkräfte trugen. Die 1.500 beteiligten Arbeiter stammten nicht aus dem Industriewerk, sondern waren Bauarbeiter des Wohnungsbaus der Bauunion Potsdam. Nach den Protokollen zogen die Streikenden zum Industriewerk und forderten die IFA-Arbeiter auf, die Arbeit gleichfalls niederzulegen. Als diese dem Wunsch nicht nachkamen, haben die Streikenden angeblich versucht, im Werk Maschinen zu zerstören. Nach zwischenzeitlicher Auflösung der Ansammlungen durch die Stasi fanden sich am Abend 200 Personen vor dem Industriewerk ein, um eine dort inhaftierte Person zu befreien. Die Stasi nahm 15 sogenannte Rädelsführer fest. Allerdings blieb das MTS Ludwigsfelde […] noch von den Protestdemonstranten besetzt. Zu dieser Zeit hatte die Stasi nach ihren Protokollen 35 Mitarbeiter im Industriewerk und weitere 35 im Ort. Am Morgen des Folgetags, des 18. Juni 1953, versammelten sich rund 400 Bauarbeiter vor der Bürgermeisterbaracke Ludwigsfelde und verlangten Freiheit für die Streikleitung. Die Stasi schickte daraufhin weitere 35 Mitarbeiter in den Ort. Als die Arbeit im Industriewerk nur sehr zögerlich aufgenommen wurde, erzwang die Volkspolizei mit Hilfe der Sowjetarmee die Arbeitsaufnahme mit Gewalt:

„Nach Abrücken des Kommandos unter Zurücklassung von fünf VP-Angehörigen wurde nach 20 Minuten gemeldet, dass die Belegschaft des Barackenlagers sich auf der Straße sammelte und die Traktoren der MTS nicht herunter ließ. Daraufhin wurde in Verbindung mit einem Kommando der Sowjetarmee ein zweiter Einsatz gestartet, wobei die Provokateure, etwa 400–500 Mann, umzingelt wurden und durch die erstmalige Anwendung des Gummiknüppels auseinander getrieben wurden. Drei der Rädelsführer wurden festgenommen und die vollkommene Ruhe hergestellt.“

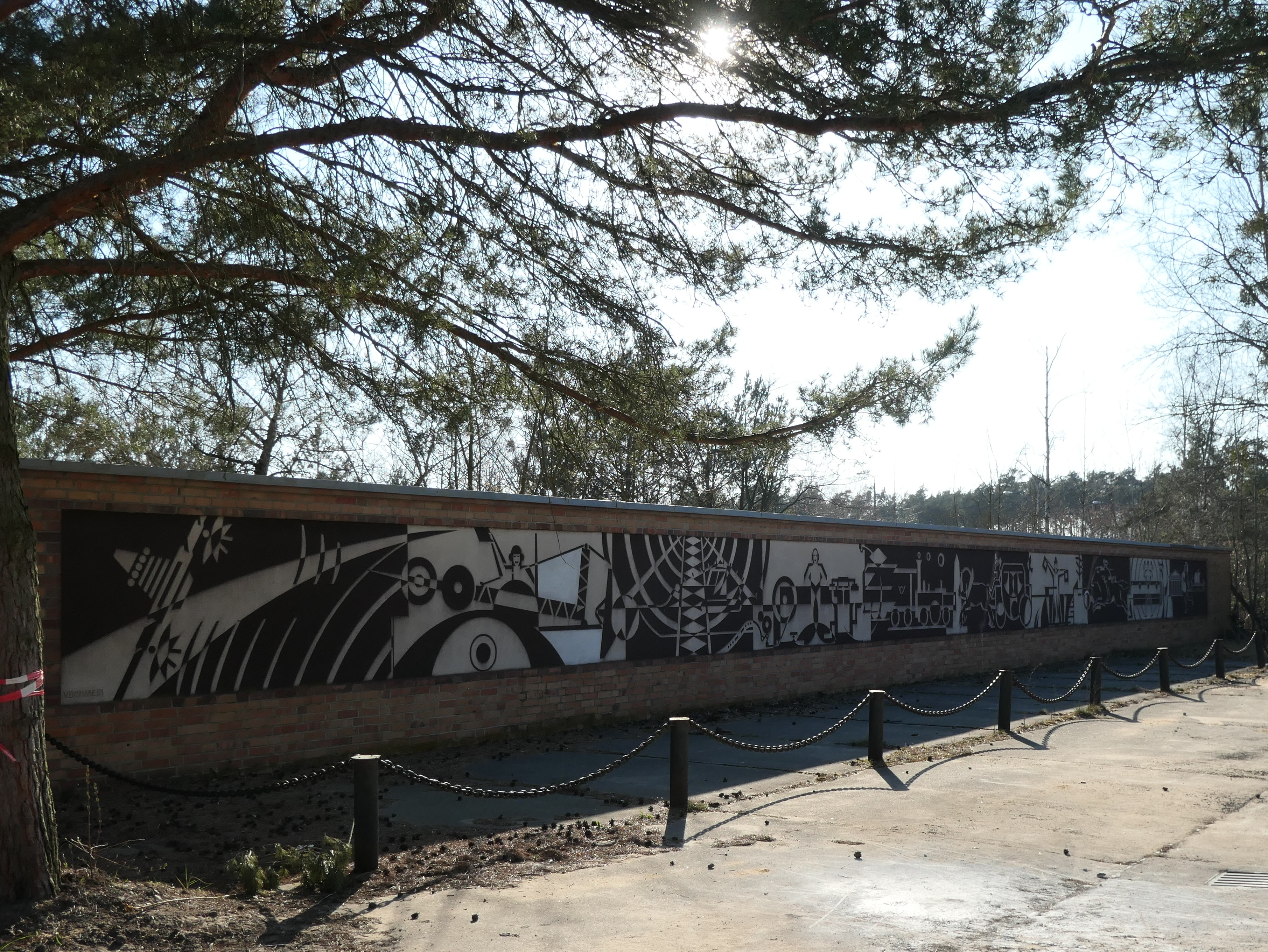
Ehemalige Kasernenmauer mit Wandbild

Ein weiterer Ausbau der Industriewerke erforderte neue Wohnsiedlungen, sodass in den späten 1950er und 1960er Jahren die Zweite Wohnstadt und Ludwigsfelde West und in den 1970er und 1980er Jahren die in mehreren Bauabschnitten in Plattenbauweise errichtete Wohnsiedlung Ludwigsfelde-Nord errichtet wurden. Als Gemeinschaftseinrichtung mit entsprechender Nutzung entstand 1959 das Kulturhaus Ludwigsfeldes, in dem der Ort 1965 das Stadtrecht erhielt.
Im Oktober 1976 wurde Ludwigsfelde Armeestandort. Die Nationale Volksarmee richtete in der Neckarstraße am westlichen Stadtrand einen Standort für ein Nachrichtenregiment ein. Die Kasernenmauer wurde 1981 vom Ludwigsfelder Künstler Volkhard Böhme mit einem zehnteiligen Wandbild Geschichte der Nachrichtenübermittlung dekoriert. Sie blieb auch nach Schließung des Standortes erhalten und wurde 2019 unter Denkmalschutz gestellt.

### Nach der Wende

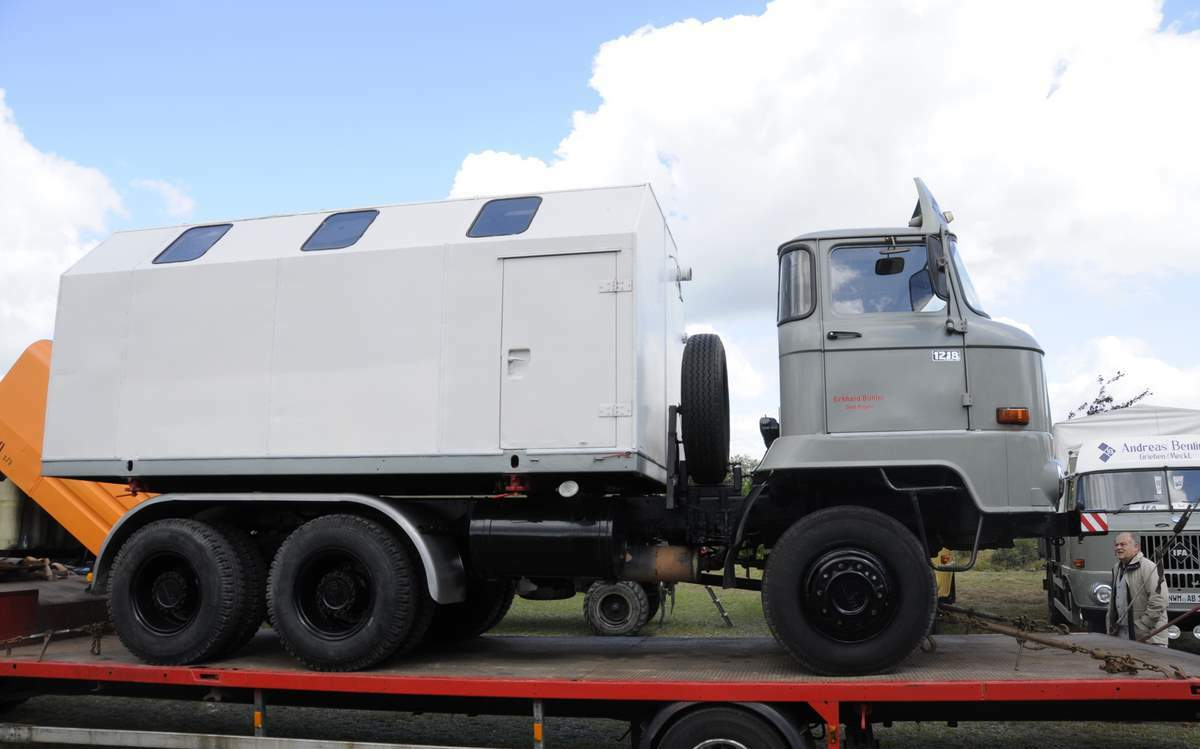
Letztes Produkt der Automobilwerke Ludwigsfelde: ein IFA L60 LKW

Nach der Wiedervereinigung zerschlugen sich für die 9.700 im IFA-Werk Beschäftigten die anfänglichen Hoffnungen auf ein Joint Venture mit Daimler-Benz. Am 17. Dezember 1990 verließ der letzte IFA W50 LKW das Montageband. Allerdings nahm Daimler-Benz seine alte Tradition in Ludwigsfelde schon 1991 wieder auf, sodass die Kontinuität des Industriestandorts Ludwigsfelde gewahrt blieb. Die Ansiedlung neuer Unternehmen und die Bildung von Industrie- und Gewerbeparks in den 1990er Jahren und zu Beginn des 21. Jahrhunderts sorgte für ein ständiges Wachstum der Stadt (siehe unten: Industrie), der mit neuen Wohnvierteln und repräsentativen Bauten Rechnung getragen wurde. Am 30. November 1996 weihte die Stadt ein neues Rathaus ein, das zuvor in einer Baracke des NS-Zwangsarbeiterlagers untergebracht war. DaimlerChrysler baute 1999 in der Ahrensdorfer Heide eine Wohnanlage; es folgten das Wohngebiet Preußenpark und 2001 die Kiefernsiedlung. Mit der Kristalltherme wurde 2006 ein neuer Anziehungspunkt in Ludwigsfelde eröffnet (siehe unten).

### Verwaltungszugehörigkeit
Bis 1952 war Ludwigsfelde Teil des Kreises Teltow in der preußischen Provinz Brandenburg, ab 1947 Land Brandenburg. Von 1952 bis 1993 gehörte Ludwigsfelde zum Landkreis Zossen im Bezirk Potsdam, ab 1990 Land Brandenburg. Mit der Verwaltungsreform 1993 kam die Stadt zum neugebildeten Landkreis Teltow-Fläming.

### Eingemeindungen
Bereits am 1. August 1961 wurde die damalige Gemeinde Struveshof nach Ludwigsfelde eingegliedert.
Am 31. Dezember 1997 kamen sechs Dörfer als Ortsteile zur Stadt hinzu. Seit dem 30. November 2001 gehören auch Ahrensdorf und seit dem 26. Oktober 2003 Groß Schulzendorf zu Ludwigsfelde.
| Ehemalige Gemeinde | Datum             | Anmerkung                 |
| ------------------ | ----------------- | ------------------------- |
| Ahrensdorf         | 30. November 2001 |                           |
| Genshagen          | 31. Dezember 1997 |                           |
| Gröben             | 31. Dezember 1997 |                           |
| Groß Schulzendorf  | 26. Oktober 2003  |                           |
| Jütchendorf        | 1. Januar 1974    | Eingemeindung nach Gröben |
| Kerzendorf         | 31. Dezember 1997 |                           |
| Löwenbruch         | 31. Dezember 1997 |                           |
| Mietgendorf        | 1. Januar 1974    | Eingemeindung nach Gröben |
| Schiaß             | 1. Januar 1974    | Eingemeindung nach Gröben |
| Siethen            | 31. Dezember 1997 |                           |
| Struveshof         | 1. August 1961    |                           |
| Wietstock          | 31. Dezember 1997 |                           |

## Bevölkerungsentwicklung
Die Entwicklung der Einwohnerzahlen zeigt insbesondere die Schübe nach der Ansiedlung der Daimler-Benz Motoren GmbH 1936 und nach der Errichtung des Industriewerks Ludwigsfelde (IWL) in den 1950er/1960er Jahren. Die Einwohnerzahlen der beiden Gründungskolonien 1750/1753 sind bis zu ihrem Zusammenschluss 1928 zusammengerechnet. Soweit Angaben dazu vorliegen, siehe zu den Einwohnerzahlen der Ortsteile vor ihrer Eingemeindung die einzelnen Ortsteilartikel.
| Jahr | Einwohner |
| ---- | --------- |
| 1875 | 0065      |
| 1890 | 0080      |
| 1910 | 0100      |
| 1925 | 0134      |
| 1933 | 0224      |
| 1939 | 3 256     |

| Jahr | Einwohner |
| ---- | --------- |
| 1946 | 05 806    |
| 1950 | 05 810    |
| 1964 | 12 200    |
| 1971 | 16 738    |
| 1981 | 20 496    |
| 1985 | 22 040    |

| Jahr | Einwohner |
| ---- | --------- |
| 1990 | 22 002    |
| 1995 | 20 470    |
| 2000 | 23 031    |
| 2005 | 24 273    |
| 2010 | 24 044    |
| 2015 | 25 030    |

| Jahr | Einwohner |
| ---- | --------- |
| 2020 | 26 936    |
| 2021 | 27 658    |
| 2022 | 28 104    |
| 2023 | 29 150    |
| 2024 | 29 514    |

Gebietsstand des jeweiligen Jahres, Einwohnerzahl: Stand 31. Dezember (ab 1991), ab 2011 auf Basis des Zensus 2011, ab 2022 auf Basis des Zensus 2022

## Religion

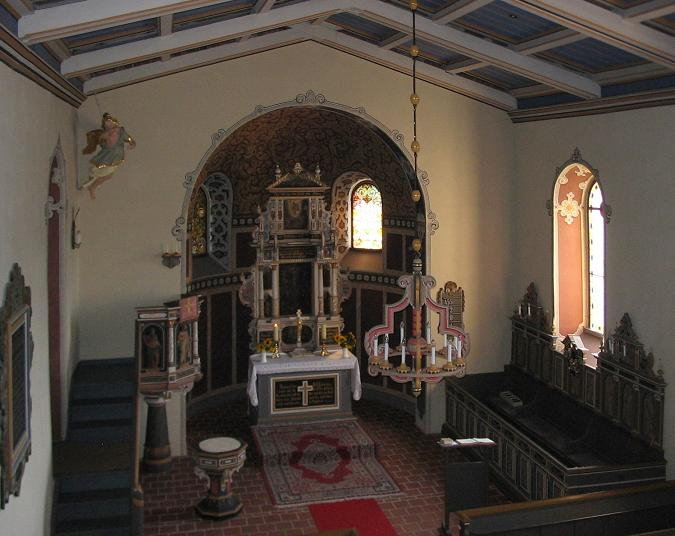
Schiff, Altar (1616) und Apsis (1914) der Feldsteinkirche in Siethen aus dem 13./14. Jahrhundert

Bis zur Säkularisation des Klosters Lehnin im Jahr 1542 übten die Zisterzienser einen großen Einfluss auf das kulturelle und religiöse Leben in den heute Ludwigsfelde zugehörigen Dörfern aus und waren am Bau mehrerer Dorfkirchen beteiligt. Im Jahr 1539 führte der Kurfürst von Brandenburg Joachim II. die Reformation ein. Danach war Brandenburg über Jahrhunderte eine überwiegend protestantisch geprägte Region. Vorherrschend war das lutherische Bekenntnis neben der reformierten Kirche. Die beiden evangelischen Konfessionen wurden 1817 innerhalb Preußens zur Unierten Kirche vereinigt. Die Evangelische Kirche der Altpreußischen Union entstand 1918 und wurde 1947 zur Evangelischen Kirche in Berlin-Brandenburg. Im Jahr 2004 fusionierte die Kirche mit der Evangelischen Kirche der schlesischen Oberlausitz zur Evangelischen Kirche in Berlin-Brandenburg-schlesische Oberlausitz. Ludwigsfelde ist in die drei Gemeinden Ahrensdorf, Ludwigsfelde und Löwenbruch aufgeteilt, die zum Kirchenkreis Zossen-Fläming im Sprengel Görlitz gehören.
Bis 1955 gab es in den beiden Spinnerkolonien Damsdorf und Ludwigsfelde beziehungsweise in der späteren Kernstadt kein Kirchengebäude. Zum Gottesdienst gingen die Gläubigen in die benachbarten Kirchen in Löwenbruch, Genshagen oder Siethen. Die am 8. Mai 1955 eingeweihte Kirche St. Michael soll im Baustil den Stall von Bethlehem verkörpern und bekam eine dazu passende, schlichte Holzinnenausstattung. Die Gemeinde der Kernstadt umfasst rund 1.600 Mitglieder (Stand 2025). Des Weiteren bestehen innerhalb der evangelischen Kirche als organisatorisch freie Gruppierungen die Landeskirchliche Gemeinschaft, die das Gemeindezentrum Schalom betreibt, und die Freikirche Siebenten-Tags-Adventisten mit einem Gemeindehaus. Die Katholische Kirche verfügt über ein Pfarramt mit der St.-Pius-X-Kirche und die Neuapostolische Kirche über einen Gemeinderaum.

## Politik

### Stadtverordnetenversammlung
Die Stadtverordnetenversammlung von Ludwigsfelde besteht entsprechend der Hauptsatzung der Stadt aus 30 Stadtverordneten und dem hauptamtlichen Bürgermeister. Die Kommunalwahl am 9. Juni 2024 führte bei einer Wahlbeteiligung von 58,9 % zu folgendem Ergebnis:
| Partei / Wählergruppe                                                    | Stimmenanteil 2019 | Sitze 2019 |        | Stimmenanteil 2024 | Sitze 2024 |
| ------------------------------------------------------------------------ | ------------------ | ---------- | ------ | ------------------ | ---------- |
| SPD                                                                      | 25,4 %             | 8          | 25,0 % | 8                  |            |
| AfD                                                                      | 14,2 %             | 4          | 17,8 % | 5                  |            |
| CDU                                                                      | 14,1 %             | 4          | 16,2 % | 5                  |            |
| Familie und Sport in LU                                                  | –                  | –          | 10,1 % | 3                  |            |
| Die Linke                                                                | 17,5 %             | 5          | 08,2 % | 2                  |            |
| Freie Wähler Ludwigsfelde                                                | –                  | –          | 07,1 % | 2                  |            |
| Listenvereinigung Bündnis 90/Die Grünen – VEREINTE. Wir für Ludwigsfelde | –                  | –          | 05,4 % | 2                  |            |
| Option+ Freie Bürger für Ludwigsfelde                                    | –                  | –          | 03,0 % | 1                  |            |
| Frauen in Ludwigsfelde                                                   | 02,4 %             | 1          | 02,6 % | 1                  |            |
| FDP                                                                      | –                  | –          | 02,4 % | 1                  |            |
| 11 Ortsteile + 1 Kernstadt für Ludwigsfelde                              | –                  | –          | 01,6 % | –                  |            |
| Einzelbewerber Uwe John                                                  | –                  | –          | 00,6 % | –                  |            |
| VEREINTE. Wir für Ludwigsfelde                                           | 08,9 %             | 3          | –      | –                  |            |
| Bündnis 90/Die Grünen                                                    | 08,8 %             | 3          | –      | –                  |            |
| Die PARTEI                                                               | 03,6 %             | 1          | –      | –                  |            |
| Engagiert Vereint Organisiert für Ludwigsfelde                           | 04,1 %             | 1          | –      | –                  |            |
| Einzelbewerberin Kirsten Flenker                                         | 01,0 %             | –          | –      | –                  |            |
| Insgesamt                                                                | 100 %              | 30         | 100 %  | 30                 |            |

### Bürgermeister
- 1990–2008: Heinrich Scholl (SPD), Rücktritt aufgrund des Erreichens der Altersgrenze
- 2008–2015: Frank Gerhard (SPD)[48], starb am 25. März 2015 im Alter von 48 Jahren
- seit 2015: Andreas Igel (SPD)

Igel wurde in der Bürgermeisterwahl am 20. September 2015 mit 57,6 % der gültigen Stimmen gewählt. Bei der Wahl am 4. Juni 2023 wurde er mit einem Stimmenanteil von 66,4 % in seinem Amt bestätigt. Seine Amtszeit beträgt acht Jahre.

### Wappen
| Wappen von Ludwigsfelde | Blasonierung: „Gespalten von Schwarz und Silber; darin eine bewurzelte Kiefer in verwechselten Farben, rechts begleitet von einem goldenen Zahnrad und links von einem roten Vogelfang.“ |
| Wappen von Ludwigsfelde | Wappenbegründung: Die Krone der Kiefer überdacht das Zahnrad und den Vogelfang, ihr ausgebreitetes Wurzelwerk bildet den Wappengrund. Die zentrale Stellung der Kiefer steht für die ausgedehnten Wälder (Heiden) um die Zentralstadt, die auf den trockenen Teltow-Böden hauptsächlich von ausgedehnten Kiefernbeständen geprägt sind. Das Zahnrad symbolisiert die industrielle Entwicklung und Bedeutung der Kernstadt und wurde als einziger Bestandteil des ehemaligen Wappens übernommen. Das Vogelbein ist ein Adlerfang und dem Wappentier des Landes Brandenburg, dem roten Märkischen Adler, entlehnt. Es zeigt die Zugehörigkeit der Stadt zum Land und erinnert an die askanische Besiedlung der Dörfer, da der Märkische Adler auf den askanischen Adler zurückgeht. Das Wappen wurde am 25. März 1993 genehmigt. |

Historisches Stadtwappen
| Wappen von Ludwigsfelde von 1965 - 1993 | Blasonierung: „Geteilt in Rot und Gold; oben ein stilisiertes goldenes Hochhaus, unten an der Teilungslinie eine stilisierte schwarze Brücke, beide Teile des Schildes belegt mit einem schwarzen Zahnrad, welches oben hinter dem Hochhaus, unten vor der Brücke liegt, die Teile des Zahnrades vor der Brücke golden.“ |
| Wappen von Ludwigsfelde von 1965 - 1993 | Wappenbegründung: In der von der Stadt verwendeten Darstellung des Wappens ist der Schild dem Umriss eines Kraftfahrzeugzylinderblocks nachgeformt. Dieses im Rahmen eines öffentlichen Wettbewerbs nach der Stadtrechtverleihung 1965 neugeschaffene Wappen ist an die Grundfarben des Staatswappens der DDR angelehnt. Das Hochhaus weist, als örtliche Dominante, auf die rasch wachsende Einwohnerzahl, Zahnrad und Schildform auf die Lkw-Produktion hin. Die Autobahnunterführung symbolisiert den Berliner Ring, der die Stadt durchquert. Zudem befindet sich das stilisierte Hochhaus heraldisch rechts an einem fiktiven Spalt und in der heraldischen Farbenlehre ist die Kombination Schwarz und Rot nebeneinander (Farbe neben Farbe) eigentlich ausgeschlossen. In einer korrekten Blasonierung würde auch der Passus der verwechselten Farben auftauchen, denn ein schwarzes Zahnrad über einer schwarzen Brücke ist sonst nicht darstellbar. |

### Flagge
Die Flagge ist weiß-schwarz (1:1) gestreift und mittig mit dem Stadtwappen belegt.

### Städtepartnerschaften
Ludwigsfelde schloss 1985 eine Städtepartnerschaft mit der französischen Gemeinde Romainville ab. Seit 1998 besteht eine Städtepartnerschaft mit der polnischen Kleinstadt Zdzieszowice in der Woiwodschaft Oppeln. Die Partnerschaft besteht im Austausch und gegenseitigen Besuch auf politischer, kultureller und sportlicher Ebene. Im Jahr 2001 trat beispielsweise das „Ludwigsfelder Männerballett“ des Ludwigsfelder Karnevalsvereins in der Stadt an der Oder auf.
Weitere freundschaftliche Verbindungen bestehen zu Paderborn, Rheinfelden und Gaggenau, die bislang nicht in offiziellen Partnerschaften mündeten.
- Die Verbindung zur Universitätsstadt Paderborn, in der es einen Ludwigsfelder Ring gibt, besteht seit der deutschen Wiedervereinigung. Ursprung der Verbindung war die Nutzung des Paderborner Rechenzentrums durch die Stadt Ludwigsfelde.
- Mit Rheinfelden besteht ein Besuchsverkehr auf kulturellem, insbesondere musikalischem Gebiet.[56] Das Blasorchester Ludwigsfelde gastierte mehrfach in dem Mittelzentrum an der Schweizer Grenze.[57]
- Die Verbindung zu Gaggenau, Mittelzentrum im Verband Region Karlsruhe, geht auf das dortige Mercedes-Benz Werk zurück, das eng mit dem Ludwigsfelder Mercedes-Werk kooperiert.

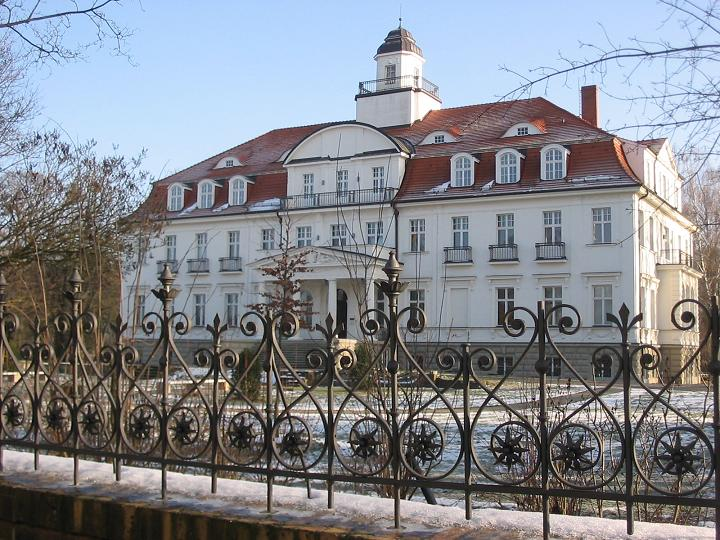
Schloss Genshagen

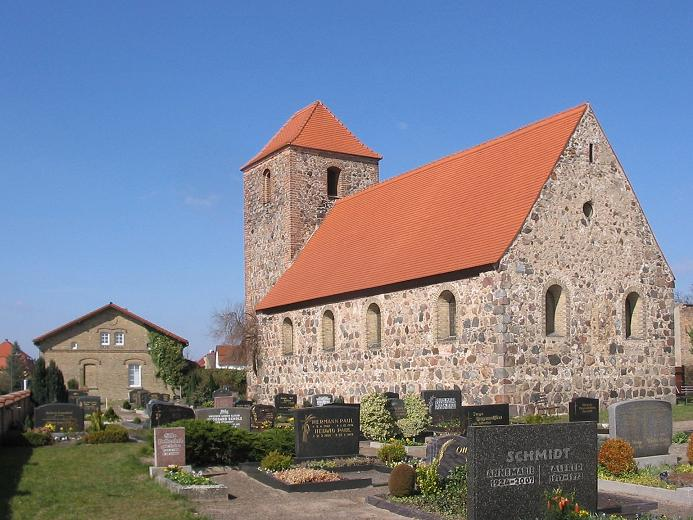
Feldsteinkirche in Ahrensdorf, wahrscheinlich vom Ende des 14./Anfang des 15. Jahrhunderts

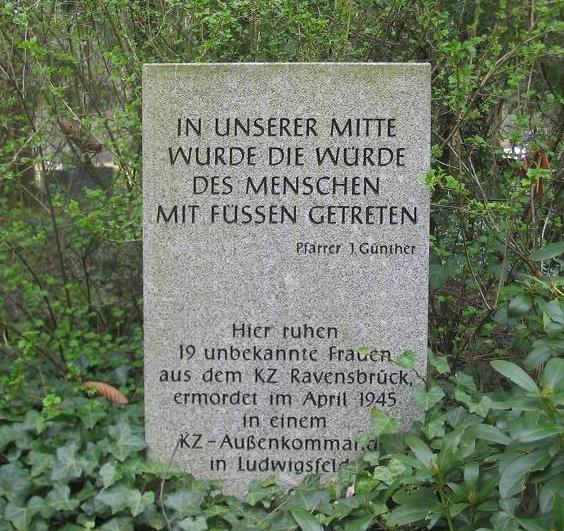
Gedenkstein von 1995 für 19 ermordete Frauen in einem Außenlager des KZ Ravensbrück

## Sehenswürdigkeiten und Kultur

### Bauwerke und Denkmäler
In der Liste der Baudenkmale in Ludwigsfelde und in der Liste der Bodendenkmale in Ludwigsfelde stehen die in der Denkmalliste des Landes Brandenburg eingetragenen Kulturdenkmale.
- Alter Krug, ältestes erhaltenes Bauwerk der Kernstadt. Ein 1753 errichtetes Fachwerkhaus, das danach bis 2013 ununterbrochen gastronomisch genutzt wurde.[59]
- Goltz’sche Villa von 1902, Denkmalschutz seit 1999[60]
- Heinrich-Heine-Denkmal des Bildhauers Waldemar Grzimek, 1956 eingeweiht.
- Auf dem Friedhof am Thyrower Weg Ortsausgang Richtung Siethen: Ehrenmal von 1951 für ermordete und umgekommene Zwangsarbeiter und KZ-Häftlinge aus Genshagen. Gedenkstein gleich daneben zur Erinnerung an den kommunistischen Widerstandskämpfer Arthur Ladwig, der 1944 im Zuchthaus Brandenburg-Görden ermordet wurde. Daneben ein weiterer Gedenkstein für andere Widerständler. Gedenkstein von 1995 an 19 ermordete Frauen aus dem KZ Ravensbrück
- Gedenktafeln bei drei Sammelgräbern von 127 Frauen und Männern, die bei der Bombardierung ihrer Zwangsarbeitsstelle ums Leben kamen: eine für die tschechischen und eine für die italienischen Opfer
- Denkmalgeschütztes Ensemble (verschiedene Gebäude, gärtnerisch gestaltete Freifläche, sowie Pumpenhäuschen nördlich der Anlage) des ehemaligen Landerziehungsheims der Stadt Berlin in Struveshof, das zwischen 1914 und 1917 gebaut wurde (heute LISUM, Landesinstitut für Schule und Medien Berlin-Brandenburg).
- Gutsarbeiterhaus mit Wirtschaftsgebäude in Siethen
- Schloss Genshagen mit 7,5 ha großen Parkanlagen, gebaut zwischen 1880 und 1882 als Gutshaus, heute Stiftung Genshagen – Berlin-Brandenburgisches Institut für Deutsch-Französische Zusammenarbeit in Europa. Das repräsentative Bauwerk wird unter anderem von der Bundesregierung im Rahmen von Staatsbesuchen und zu politischen Arbeitstreffen genutzt.
- Die Kirche St. Michael in der Holzhaussiedlung entstand in den Jahren 1953 bis 1955 als erster Sakralbau der Kernstadt Ludwigsfelde.
- Denkmalgeschützte mittelalterliche Feldsteinkirchen und Dorfkirchen in Ahrensdorf, Genshagen, Gröben, Groß Schulzendorf, Kerzendorf, Löwenbruch, Siethen und Wietstock

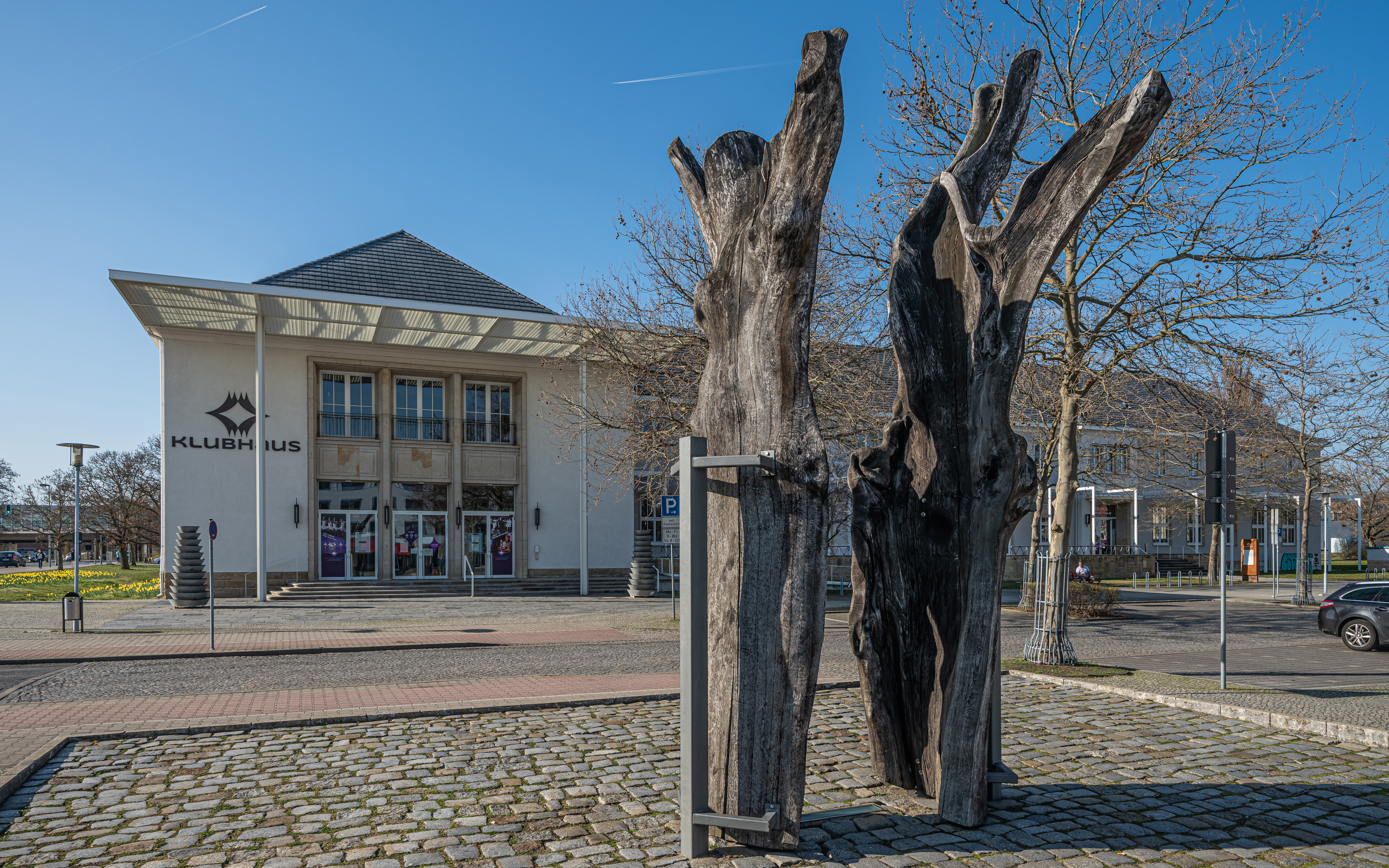
Kulturhaus von 1959 und Skulptur Stundeneiche aus dem Jahr 2005

### Kulturhaus, Stundeneiche und Museum
Kulturelles Zentrum der Stadt ist das Kulturhaus aus dem Jahr 1959, das über einen großen Saal mit 500 Plätzen und eine Kleinkunstbühne verfügt. Hier finden Veranstaltungen aller Art, beispielsweise Ausstellungen, Theateraufführungen und Konzerte statt. Auf dem Rathausplatz vor dem Kulturhaus weihte die Stadt im Mai 2005 die Skulptur Stundeneiche der Künstlerin Franziska Uhl ein. Das Kunstwerk erinnert an die in Brandenburg legendäre und 2004 gefällte sogenannte Stundeneiche. Die markante Eiche stand an der Autobahn bei Ludwigsfelde und erhielt den Namen von den Autofahrern, die zu DDR-Zeiten von dort mit dem Trabant noch eine Stunde bis in die Ostberliner City brauchten. Der Regisseur Gerd Kroske drehte dazu 2006 für den RBB den Dokumentarfilm Die Stundeneiche.
Das 1994 eröffnete Museum für Stadt und Technik Ludwigsfelde mit Sammlungen zur Stadtgeschichte und Exponaten aus der Ludwigsfelder Produktion ist seit 2001 im restaurierten ehemaligen Bahnhofsgebäude untergebracht.

### Regelmäßige Veranstaltungen
In Ludwigsfelde findet im Zweijahresrhythmus das traditionelle Motorrollertreffen der historischen IWL-Roller „Pitty“, „Wiesel“, „Berlin“ und „Troll“ statt. Das LuFestival, ein Open-Air-Festival, findet im Sommer statt. Ein Weihnachtsmarkt wird jedes Jahr auf dem Rathausplatz veranstaltet.

## Wirtschaft und Infrastruktur

### Industrie

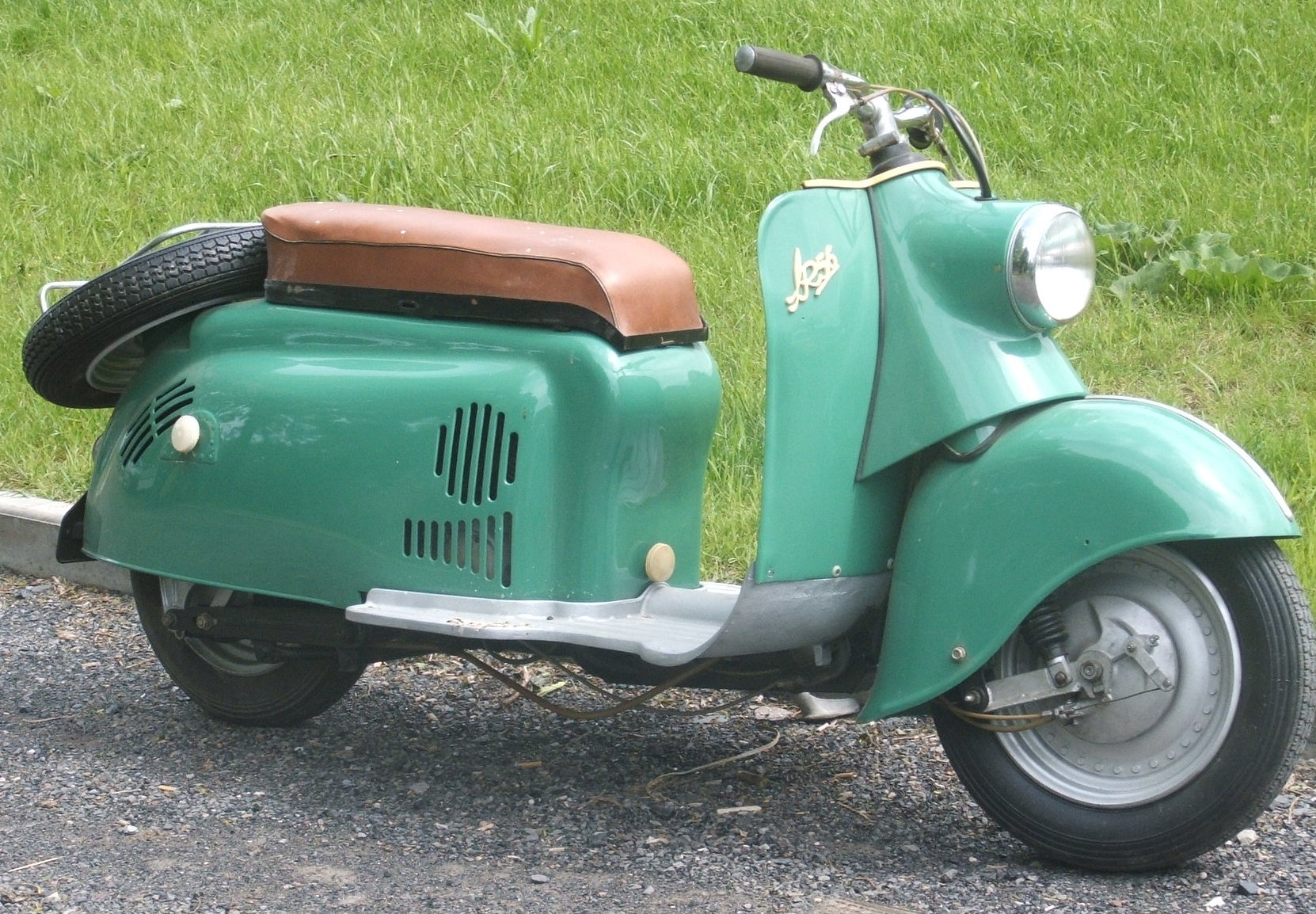
Produkt der Automobilwerke Ludwigsfelde: IWL SR56 Wiesel

Die Daimler-Benz Motoren GmbH Genshagen/Ludwigsfelde wurde 1936 gegründet. Baubeginn des Flugmotorenwerkes war auf einer Fläche von 375 Hektar. Damit wuchs auch die Einwohnerzahl mit dem Bedarf an Arbeitskräften. Zur Zeit der DDR wurden im VEB Automobilwerke Ludwigsfelde die Roller „Pitty“, „Troll“, „Wiesel“ und „Berlin“ gebaut, später die LKW W50 und ab 1986 der L60 produziert. Ab 1979 war der Betrieb Stammbetrieb des IFA-Kombinats Nutzkraftwagen. Die Produktion musste 1990 aufgrund sinkender Nachfrage, bedingt durch die Währungsumstellung zur D-Mark und der Übernahme durch die Treuhand, eingestellt werden. Ab Mitte der 1990er Jahre konzentrierte man sich in Ludwigsfelde auf die Fertigung von Kleintransportern wie den Vaneo und den Vario, deren Produktion jedoch im Sommer 2005 bzw. im September 2013 eingestellt wurde. Am 23. Juni 2006 startete die Produktion des neuen Mercedes-Benz Sprinter und des VW Crafter in allen offenen Versionen mit großem Erfolg. Ebenfalls siedelte sich die MTU Maintenance Berlin Brandenburg GmbH in dem aufstrebenden Mittelzentrum an und knüpfte somit an die Luftfahrtgeschichte Ludwigsfeldes an. Das Turboprop-Triebwerk TP400-D6 für den Airbus A400M wird in Ludwigsfelde abschließenden Serienabnahmetests unterzogen und ausgeliefert. Außerdem haben sich ThyssenKrupp, Coca-Cola sowie diverse Logistikfirmen angesiedelt. Seit Juni 2006 betreibt die Volkswagen AG (OTLG) ein Logistikcenter für Originalteile, von dem aus 600 VW-Händler in den neuen Bundesländern zwei Mal am Tag beliefert werden. Auch der Siemens-Konzern hat sich mit einem Logistikstandort in der Stadt niedergelassen und plante ein neues Testzentrum für Gasturbinen im Jahr 2014 in Betrieb zu nehmen. Dieses wurde schließlich in den USA errichtet.
Auf dem Industriepark Ludwigsfelde sind auf einer Fläche von 256 ha über 70 Unternehmen konzentriert. Hinzu kommen drei Gewerbeparks mit einer Fläche von 618 ha. Insgesamt bieten rund 900 Unternehmen mit Schwerpunkten in den Bereichen Fahrzeugbau, Verkehrstechnologie, Luft- und Raumfahrttechnik sowie Spedition und Logistik etwa 15.000 Arbeitsplätze. Die Stadt ist als Regionaler Wachstumskern im Wirtschaftsförderungssystem des Landes Brandenburg ein wichtiger Industriestandort und hat erheblich dazu beigetragen, dass der Landkreis Teltow-Fläming nach Studien des Magazins „Focus Money“ in den Jahren 2006 und 2007 zweimal hintereinander als erfolgreichster Wirtschaftsstandort in den neuen Bundesländern abschnitt.

### Verkehr

#### Schienen- und Busverkehr

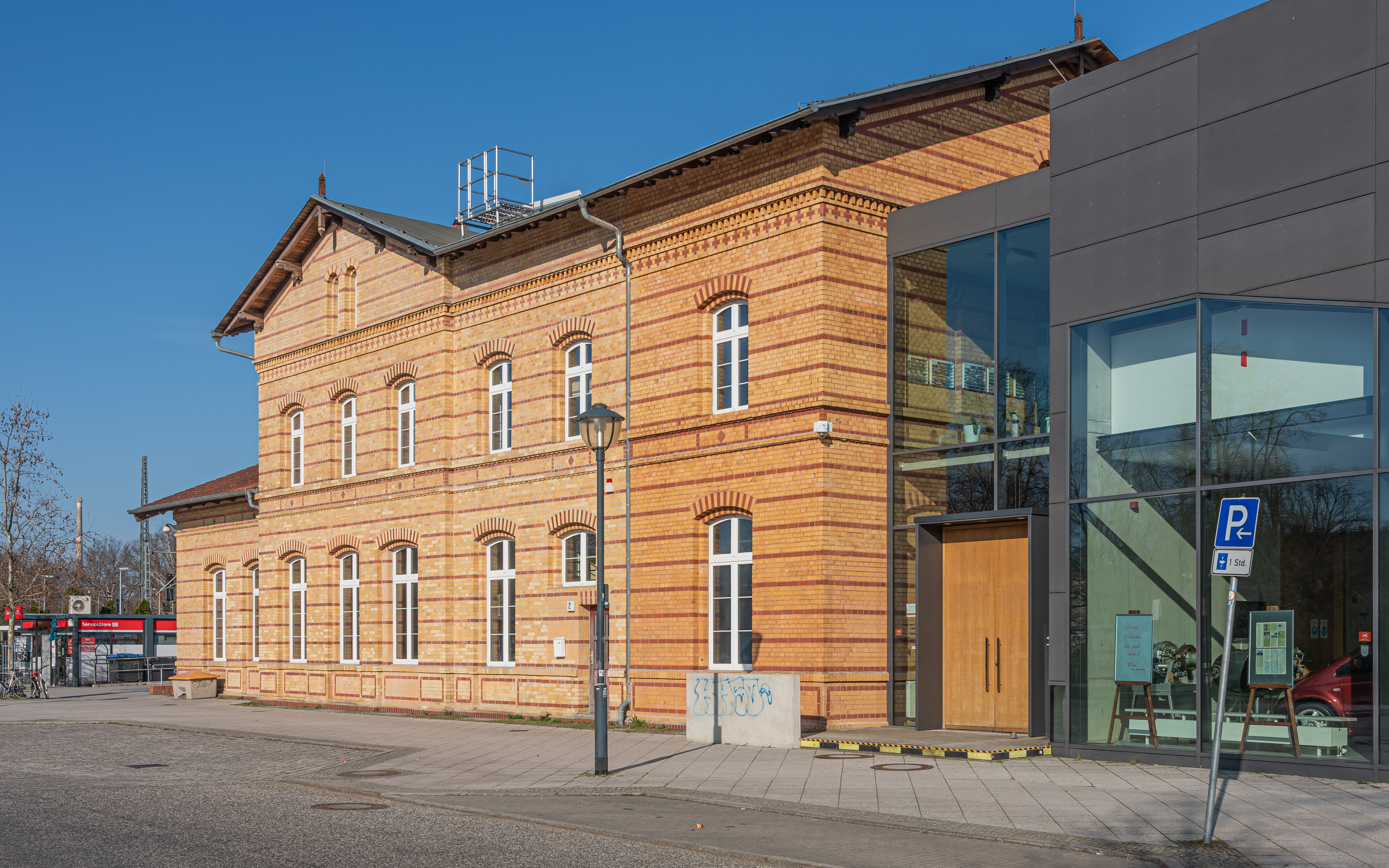
Bahnhof Ludwigsfelde

Der Bahnhof Ludwigsfelde liegt an der Anhalter Bahn. Er wird von den Regional-Express-Linien RE 3 Stralsund/Schwedt–Berlin–Lutherstadt Wittenberg, RE 4 Rathenow–Berlin–Falkenberg (Elster) und der Regionalbahn-Linie RB 32 Ludwigsfelde–Flughafen BER bedient. Am Haltepunkt Birkengrund (ebenfalls an der Anhalter Bahn gelegen) halten nur Züge der Linien RE 3 und RB 32.
Der am Berliner Außenring gelegene Bahnhof Genshagener Heide wurde im Dezember 2012 geschlossen und durch den zwei Kilometer westlich gelegenen neuen Haltepunkt Ludwigsfelde-Struveshof ersetzt. Dieser wird von der Regionalbahn-Linie RB 22 Königs Wusterhausen–Flughafen BER–Potsdam–Potsdam Griebnitzsee bedient.
Der öffentliche Personennahverkehr wird unter anderem durch den PlusBus des Verkehrsverbund Berlin-Brandenburg erbracht. Folgende Verbindungen führen ab Ludwigsfelde:
- Linie 621: Ludwigsfelde ↔ Struveshof ↔ Sputendorf ↔ Neubeeren ↔ Teltow
- Linie 714: Ludwigsfelde ↔ Groß Schulzendorf ↔ Glienick ↔ Dabendorf ↔ Zossen
- Linie 715: Ludwigsfelde ↔ Ahrensdorf ↔ Nudow ↔ Potsdam

#### Individualverkehr
Ludwigsfelde liegt an der Bundesstraße B 101
zwischen Berlin und Luckenwalde dazu an den Landesstraßen L 79 zwischen Potsdam und Zossen, L 793 nach Schönhagen sowie L 795 zwischen dem Ortsteil Ahrensdorf und Thyrow.
Die A 10 (südlicher Berliner Ring) verläuft mit der 330 m langen Ludwigsfelder Brücke über die Stadtmitte. Die Brücke wurde im Zuge des sechsspurigen Autobahnausbaus neu gebaut und ersetzt seit 2001 das enge Nadelöhr von 1936 an der Potsdamer Straße. Östlich und westlich der Stadt befinden sich die Anschlussstellen Ludwigsfelde-Ost, Ludwigsfelde-West und Genshagen. In der Anschlussstelle Ludwigsfelde-Ost, in der Form eines Autobahnkreuzes gebaut, kreuzen sich die A 10 und die „Gelbe Autobahn“ Bundesstraße 101.

### Bildung

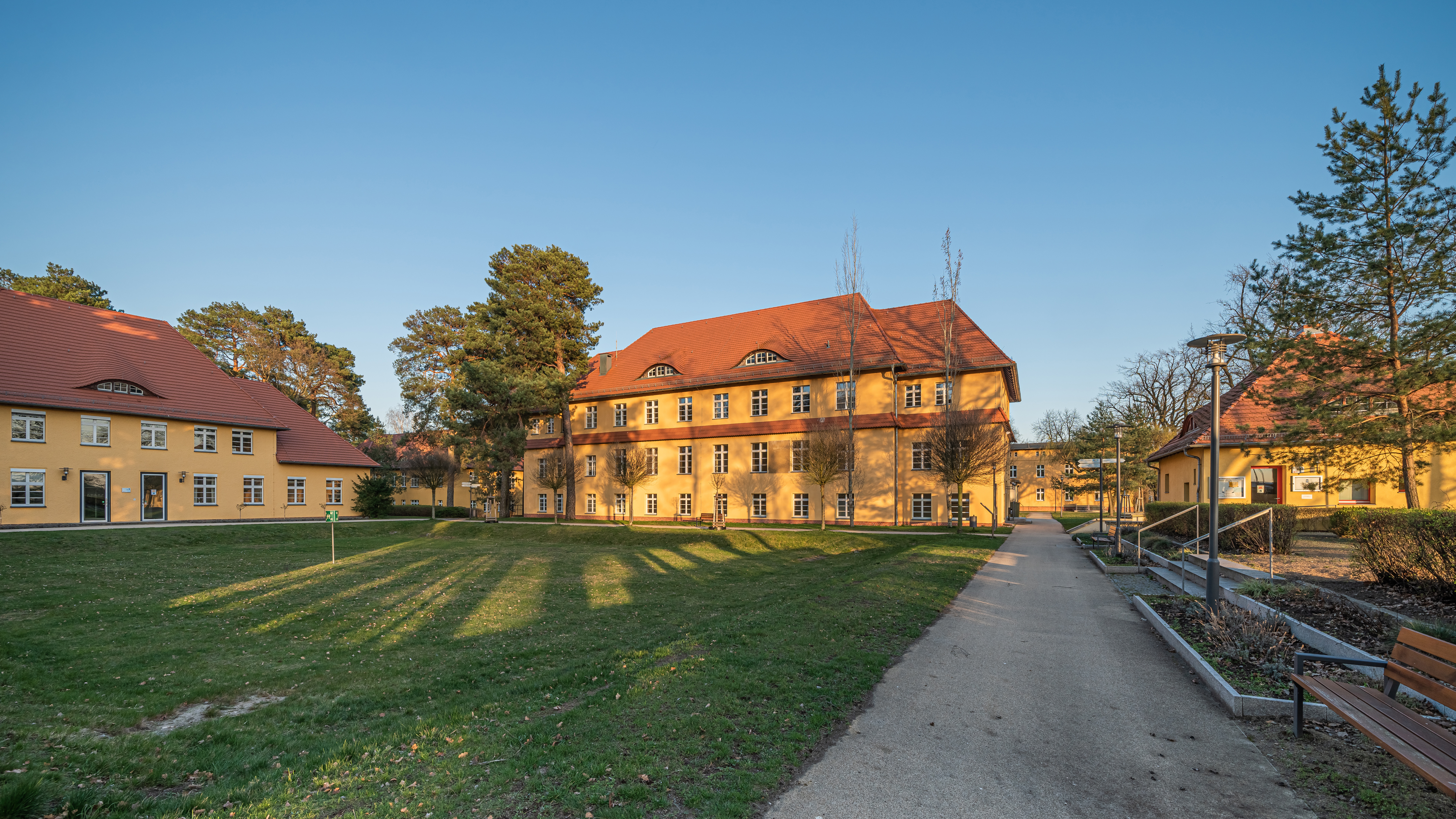
Denkmalgeschütztes Landesinstitut für Schule und Medien Berlin-Brandenburg (LISUM) in Struveshof

- Gebrüder-Grimm Grundschule, Theodor-Fontane-Grundschule, Kleeblatt-Grundschule, 1. Neue Grundschule, 2. Neue Grundschule
- Gesamtschule der Stadt Ludwigsfelde
- Marie-Curie-Gymnasium
- Allgemeine Förderschule Ludwigsfelde
- Förderschule für geistig Behinderte Am Wald in Groß Schulzendorf
- Oberstufenzentrum des Landkreises Teltow-Fläming mit den Fachbereichen Metall-, Bau- und Elektrotechnik sowie Raumgestaltung und Farbtechnik
- Betriebliche Ausbildung der Mercedes-Benz Ludwigsfelde GmbH
- Zentrum Aus- und Weiterbildung Ludwigsfelde GmbH (ZAL)
- Landesinstitut für Schule und Medien Berlin-Brandenburg (LISUM)
- Musik- und Kunstschule der Stadt Ludwigsfelde (im Kulturhaus)

In Ludwigsfelde fand 1998 die Deutsche Mathematik-Olympiade statt. In Zusammenarbeit mit der Wohnungsgesellschaft Märkische Heimat ist die Stadt im Lokalen Bündnis für Familie engagiert und erhielt 2006 den Titel familienfreundliche Stadt des Landes Brandenburg. Für die Betreuung der Kinder stehen 14 Tageseinrichtungen zur Verfügung. Zudem gibt es verschiedene Spiel- und Bolzplätze und für die Jugendlichen einen Freizeittreff und einen Jugendclub. Für Senioren bietet die Stadt mehrere Begegnungsstätten und die Akademie 2. Lebenshälfte e. V. an.

### Vereine

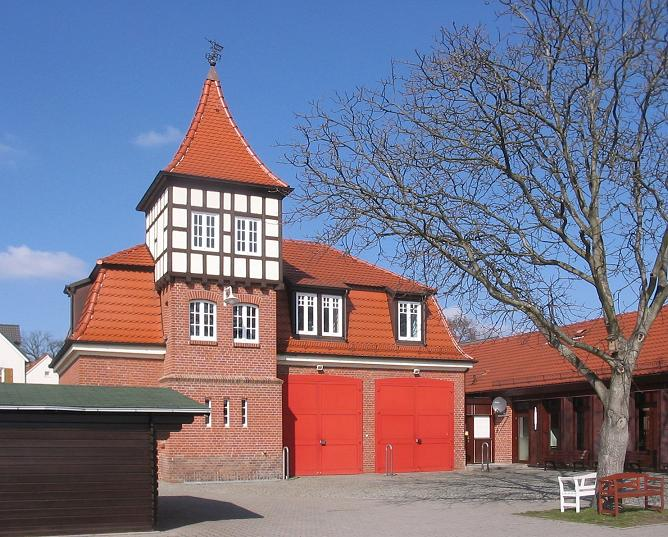
Feuerwehrhaus der Ortslöschgruppe in Ahrensdorf mit Gemeindesaal (rechts)

Die rund 100 Vereine Ludwigsfeldes decken vom Schützenverein über Blasorchester, Förderverein, Kleingartenverein, Selbsthilfegruppe, Sportverein bis zum Wanderverein ein breites Interessen-Spektrum ab.
Die Freiwillige Feuerwehr Ludwigsfelde besteht seit 1932 und verfügt neben dem Löschzug I in der Kernstadt über acht Ortslöschgruppen in den Dörfern und eine Jugendfeuerwehr. 1997 wurde ein neues Feuerwehrhaus eingeweiht. 1998 hatte die Feuerwehr 175 aktive Mitglieder. Die Ausstattung umfasst unter anderem ein Löschgruppenfahrzeug LF 16/12, ein Tanklöschfahrzeug TLF 4000, einen Rüstwagen (RW) 1, ein Gerätewagengefahrgut einen Einsatzleitwagen (ELW) 1 und eine moderne Drehleiter aus dem Jahr 2000.
Der Verein Freunde der Industriegeschichte Ludwigsfelde e. V. (FIL) erforscht und dokumentiert die Entwicklung der Industriebetriebe, die diese Stadt weitgehend geprägt haben. In der Vereinswerkstatt werden repräsentative Produkte vom Motorroller bis zum Lkw restauriert und bei Veranstaltungen sowie im Museum der Stadt vorgestellt.

### Medizinische Versorgung
Entwicklung
In den Jahren 1944/45 standen zur medizinischen Versorgung der zu dieser Zeit rund 5.000 Einwohner Ludwigsfeldes und der umliegenden Dörfer lediglich zwei praktizierende Ärzte zur Verfügung. Nach dem Ende des Zweiten Weltkriegs richtete die Stadt in drei Baracken ein Notkrankenhaus ein, in dem zu Beginn ein Allgemeinmediziner und später zusätzlich ein Zahnarzt tätig waren. Nach der Errichtung des Industriewerks (IWL) und der damit einhergehenden deutlichen Zunahme der Bevölkerungszahl 1952 war diese Ausstattung endgültig unzureichend, sodass eine Poliklinik gebaut und 1954 eingeweiht wurde. Nach Ausbauten verfügte die Klinik Ende 1954 über eine Kapazität von 71 Betten und insgesamt 80 Mitarbeiter im medizinischen und technischen Bereich. 1956 erfolgte die Angliederung einer Ausbildungsstätte für Krankenpfleger, Kinderpflegerinnen, zahnärztliche Helferinnen und Zahntechniker. Erste Lehrgänge für Krankenschwestern fanden 1962 statt. Erweiterungen der Kapazität erfolgten 1957 auf 84, 1960 auf 110, 1964 auf 121 und 1984 auf 197 Betten. Aus der Poliklinik bildete sich 1977 das Kreiskrankenhaus (Kreispoliklinik) Prof. Dr. E. Marcusson mit der Angliederung der bis dahin selbständigen medizinischen Einrichtungen in Zossen und Rangsdorf. Hinzu kam 1986 das Krankenhaus in Mahlow.
Einrichtungen

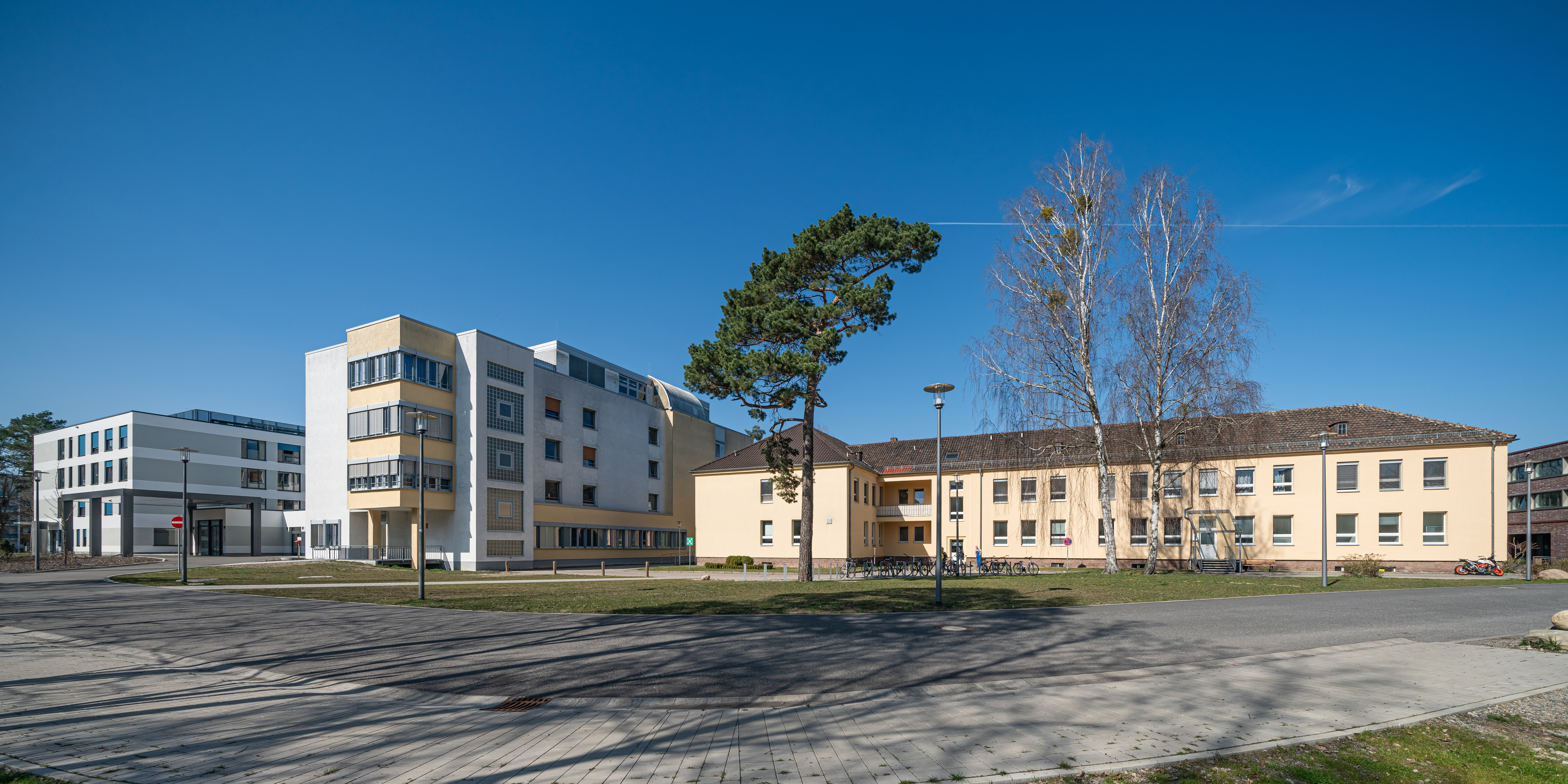
Evangelisches Krankenhaus Ludwigsfelde-Teltow

Am 1. März 1993 übernahm das Evangelische Diakonissenhaus Berlin-Teltow als neuer Krankenhausträger das Kreiskrankenhaus, das seitdem als Gemeinnützige GmbH (gGmbH) den Namen Evangelisches Krankenhaus Ludwigsfelde-Teltow trägt. Mit dem Neubau eines weiteren Hauses mit 105 Betten und einer Abteilung für Funktionsdiagnostik und Endoskopie wurden 2002 die Häuser in Teltow und Zossen in Ludwigsfelde zusammengeführt. Das Krankenhaus verfügt neben einer Notaufnahme über folgende Fachabteilungen: Anästhesie, Chirurgie, Geburtshilfe, Gynäkologie, Innere Medizin, Pädiatrie, das Brandenburgische Brustzentrum und Physiotherapie. Seit 1999 beteiligt sich die Einrichtung als Akademisches Lehrkrankenhaus der Charité an der Ausbildung der Ärzte.
Hinzu kommen zwei Ärztehäuser, ausgestattet mit einer Institutsambulanz und einer Tagesklinik für Psychiatrie, Psychotherapie und Psychosomatik des Asklepios-Fachklinikums Teupitz. Ferner besteht ein Zentrum für Arbeitsmedizin und Arbeitssicherheit. Der Arbeiter-Samariter-Bund führt ein Alten- und Pflegeheim sowie ein Heim für demenziell Erkrankte. Neben den institutionellen Versorgungseinrichtungen bestehen in Ludwigsfelde rund fünfzig Arztpraxen nahezu aller Fachrichtungen, drei Tierarztpraxen und zehn Praxen für Physiotherapie.

### Sport und Erholung

#### Vereine
Ludwigsfelde ist eine der Partnerstädte des Fußballclubs Hertha BSC. Der Ludwigsfelder FC spielte bis zur Saison 2024/25 in der Fußball-Oberliga Nordost und war 2003 Pokalsieger im Fußball-Landesverband Brandenburg. Nach dem Abstieg in der Saison 2024/25 tritt er seitdem in der Brandenburg-Liga an.
Der Ludwigsfelder Handballclub spielt in der Handball-Oberliga Ostsee-Spree und war in den Jahren 2003, 2004, 2009 und 2011 Pokalsieger im Handball-Verband Brandenburg. Deutsche Meister gibt es im Radball und Modellsegelflug. Im Motorbootsport brachte der MC IFA Ludwigsfelde – die IFA-Werke produzierten unter anderem Motoren für Rennboote – mehrere Deutsche Meister (DDR) und mit Peter Rosenow einen Weltmeister hervor.
Einer der größten Sportvereine in der Stadt ist der Ludwigsfelder Leichtathleten e. V. mit den Sektionen Leichtathletik, Skaten und Nordic Walking. Weiterhin gibt es zwei Basketballvereine, den Panthers e. V. und den Basketballverein Ludwigsfelde (BVL). Ludwigsfelde wurde 2001 vom Ministerium für Jugend, Bildung und Sport der Titel „Sportlichste Stadt“ im Land Brandenburg verliehen. Insgesamt sind derzeit rund 4100 Sportler in den Ludwigsfelder Sportvereinen aktiv, davon allein 1100 im Kinder- und Jugendbereich.
Zudem ist Ludwigsfelde eine der wenigen Städte, in denen es einen Wrestling-Sportverein gibt. Der World Wrestling Fan-Club Ludwigsfelde e. V. fördert seit 1999 das amerikanische Wrestling in einer in Deutschland entwickelten sportlichen Variante. Der Verein organisiert in Ludwigsfelde die Liga Wrestling Sports Generation (WSG), die dem sportlichen Bild der Stadt eine weitere interessante Facette gibt.
Der von 2002 bis 2012 in der deutschen Nationalmannschaft spielende Christian Sprenger wohnte in Ludwigsfelde und trainierte u. a. mit René Rose bei der HSG Ahrensdorf/Schenkenhorst.

#### Kristall Schwimm- und Gesundheitscenter Ludwigsfelde

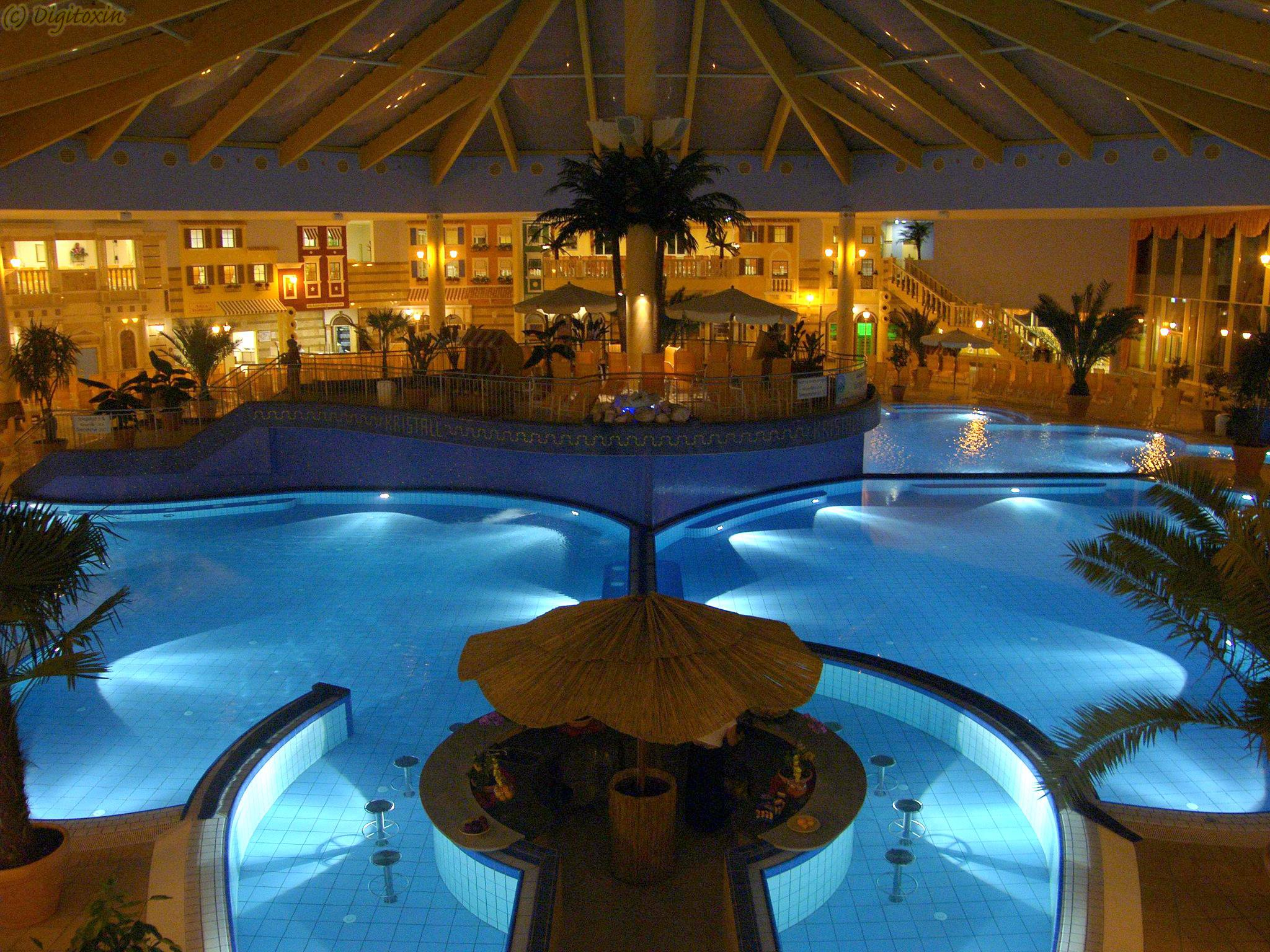
Kristalltherme Ludwigsfelde

Im April 2006 eröffnete die mittelfränkische Kristall Bäder AG das Kristall Schwimm- und Gesundheitscenter Ludwigsfelde, das aus einer großen Saunatherme und einem Sportbad besteht. Die Kristalltherme bietet zwei Thermalsolebecken im Innenbereich und ein damit verbundenes Außenbecken mit Strömungskanal. Dazu ein Süßwasserbecken, ein Natronlaugebecken und das Sporthallenbad im separaten Sportbereich, der von der Stadt Ludwigsfelde mitfinanziert wurde und von Schulen und Vereinen der Stadt genutzt werden kann. Im Innen- und Außenbereich stehen 13 Saunen und zwei Dampfbäder zur Verfügung. Die Kristalltherme ist die größte FKK-Therme Europas und besitzt die z. Zt. größte Einzelsauna Europas mit 200 Plätzen.

## Persönlichkeiten

### Söhne und Töchter der Stadt
- Levin Friedrich von Hacke (1713/14–1785), preußischer Generalleutnant, geboren auf Gut Genshagen
- Wilhelm von Hake (1785–1866), preußischer Generalmajor, geboren auf Gut Genshagen
- Werner Musiol (1930–1982), Motorradrennfahrer
- Peter Rosenow (* 1937), Rennbootweltmeister
- Hilmar Baumann (1939–2018), Schauspieler
- Jutta Abromeit (* 1959), Ruderin
- Kathrin Waligura (* 1962), Schauspielerin
- Bianca Urbanke-Rösicke (* 1967), Handballspielerin
- Antje Töpfer (* 1968), Politikerin (Bündnis 90/Die Grünen)
- Yvonne Bönisch (* 1980), Judo-Olympiasiegerin
- Tobias Schick (* 1980), Politiker (SPD) und Sportfunktionär
- Christian Sprenger (* 1983), Handballspieler
- Marcel Penquitt (* 1986), Politiker (SPD)
- Felix Herholc (* 1987), Handballtorwart
- Annemarie Wolff (* 1990), Politikerin (SPD)
- Gunnar Lehmann (* 1993), Agrarwissenschaftler und Politiker (BSW)
- Arne Maier (* 1999), Fußballspieler
- Gina Chmielinski (* 2000), Fußballspielerin
- Vanessa Laws (* 2004), Paracyclerin

### Mit Ludwigsfelde verbundene Persönlichkeiten
- Barbara Rütting (1927–2020), Schauspielerin und Politikerin, aufgewachsen im Ortsteil Wietstock
- Wera Küchenmeister (1929–2013), Schriftstellerin, lebte im Ortsteil Siethen
- Claus Küchenmeister (1930–2014), Schriftsteller, lebte im Ortsteil Siethen
- Klaus Driefert (* 1938), Motorbootrennfahrer im MC IFA Ludwigsfelde
- Horst Krause (* 1941), Schauspieler, aufgewachsen in Ludwigsfelde
- Henry Maske (* 1964), Boxer, trainierte in den 1970er Jahren bei BSG Motor Ludwigsfelde
- Falko Hennig (* 1969), Schriftsteller, aufgewachsen in Ludwigsfelde
- Antje Rávic Strubel (* 1974), Schriftstellerin, aufgewachsen in Ludwigsfelde
- Robert Bartko (* 1975), Radrennfahrer, lebt im Ortsteil Jütchendorf

## Ludwigsfelde in Literatur und Film

### Theodor Fontane

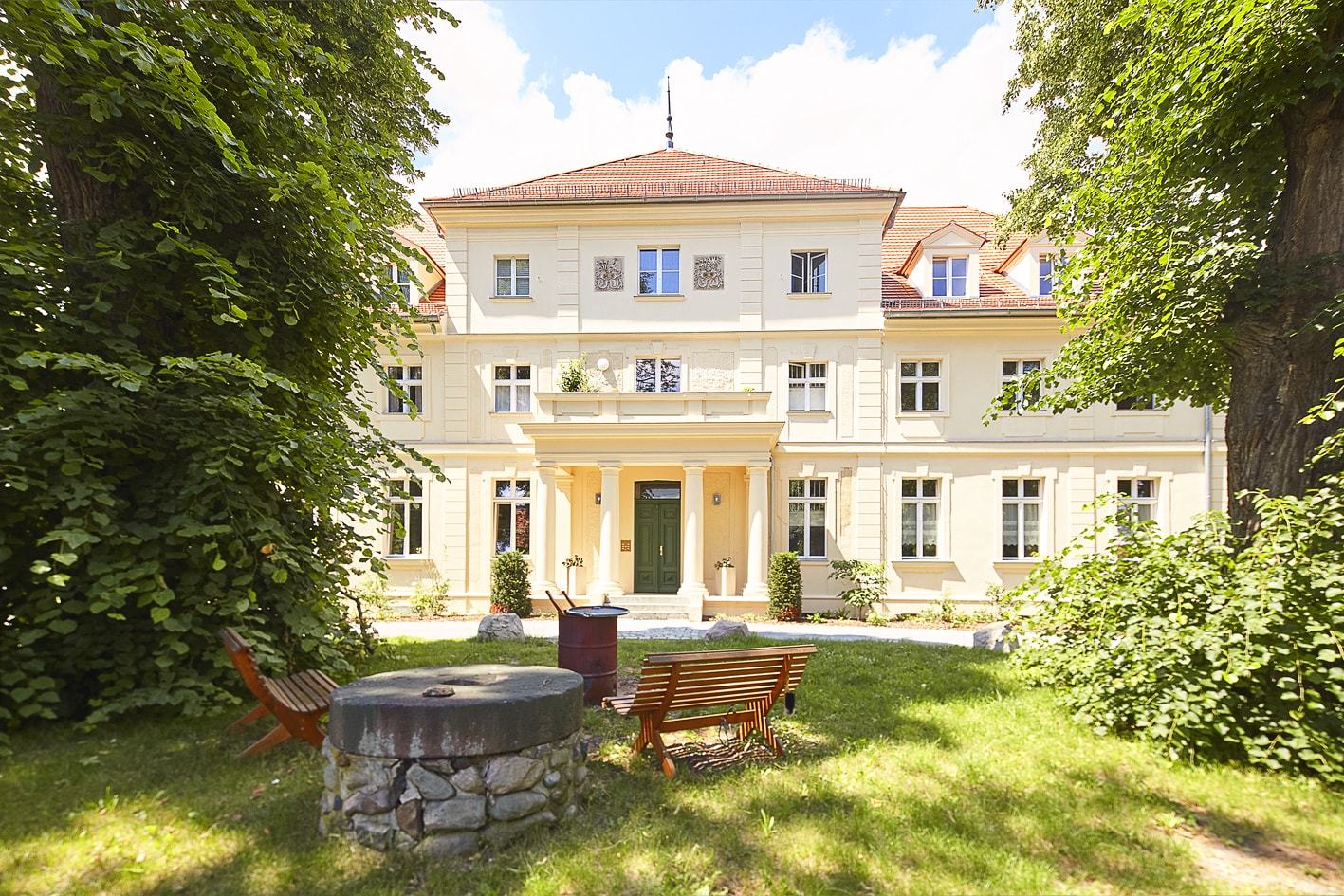
Herrenhaus zu Löwenbruch, in dem Theodor Fontane für sein Prosawerk Wanderungen durch die Mark Brandenburg recherchierte.

Auf seinen Wanderungen durch die Mark Brandenburg (Band 4, Spreeland, 1882 erschienen) führte Theodor Fontane Gespräche im Herrenhaus zu Löwenbruch und besuchte Siethen und Gröben:

„Eines der wichtigsten Défilés aus dem Wittenbergischen ins Märkische war von alter Zeit her das Nuthe-Tal, und von alter Zeit her existierten auch feste Punkte, dieses Défilé zu verteidigen beziehungsweise zu schließen. Unter diesen festen Punkten war das am Mittellaufe des Flüßchens gelegene Schloß Beuthen von besondrer Wichtigkeit, dasselbe Schloß Beuthen, das die Quitzow-Anhänger gegen den Nürnberger Burggrafen hielten und an dessen Unterwerfung sich der Sieg der Hohenzollerschen Sache knüpfte.
Von diesem seinerzeit vielgenannten Schloß aus nehmen wir heute, dem Flußlaufe folgend, unseren Ausgang und erreichen schon nach halbstündigem Marsch eine mäßige Hügelhöhe, von der aus wir zwei Seeflächen und zwei Dörfer überblicken: Gröben und Siethen. Ein märkisches Idyll. Aber auch ein Stück märkische Geschichte.“

Fontane besuchte Gröben mehrfach (1860 und 1881), um das Gröbener Kirchenbuch einzusehen, das älteste erhaltene Kirchenbuch der Mark Brandenburg. Das Buch enthält – mit kleinen Unterbrechungen – Aufzeichnungen aus den Jahren 1575 bis 1786 und bedeutete für Fontane einen „vollkommenen Mikrokosmos“ des Dorflebens. In den Wanderungen gibt der Schriftsteller diesen Mikrokosmos ausführlich wieder.

### Günter Görlich und Antje Rávic Strubel
Der Roman Eine Anzeige in der Zeitung des Schriftstellers Günter Görlich aus dem Jahr 1978 spielt in Ludwigsfelde und gibt einen Eindruck in den DDR-Schulalltag der 1960er und 1970er Jahre. Der Autor absolvierte 1951 ein Pädagogikstudium und arbeitete anschließend als Erzieher in dem Jugendwerkhof Struveshof und von 1953 bis 1958 in einem Lehrkombinat in Ludwigsfelde. Der Roman wurde 1980 unter dem gleichen Namen von der DEFA für das Fernsehen verfilmt. Regie führte Jurij Kramer, Darsteller waren unter anderem Petra Barthel, Hans Teuscher, Kurt Böwe, Christine Schorn, Manfred Richter und Alexander Lang.

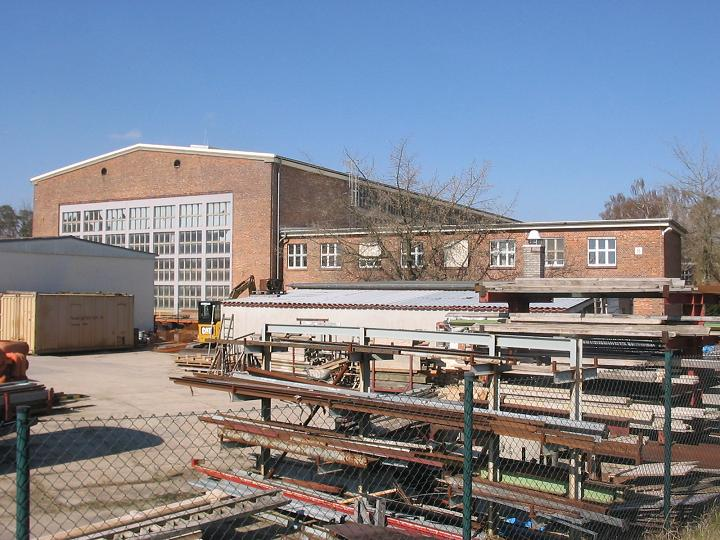
Zentral im Roman von Antje Rávic Strubel: IFA-Werk

Auch der Roman Tupolew 134 aus dem Jahr 2004 von Antje Rávic Strubel, die in Ludwigsfelde aufwuchs, hat in weiten Passagen die Stadt zum Schauplatz.
Auf drei Zeitebenen erzählt die Autorin die Entführung einer Tupolew 134 nach Tempelhof durch DDR-Bürger im Jahr 1978.
Die letzte Ebene beschreibt die Erinnerungsarbeit 25 Jahre nach der Flucht und die mittlere Ebene die Gerichtsverhandlung auf dem West-Berliner Flughafen. In der Vorgeschichte lässt die Autorin die Entführer in dem IFA-Kombinat Ludwigsfelde arbeiten, das sie unter anderem wie folgt beschreibt:

„Das IFA-Automobilwerk ist ein Komplex aus Trassen, Zufahrtsstraßen, Pförtnerhäuschen und einer riesigen Endmontagehalle. Es gibt die Geschichte von einem Monteur, der drei Zeiten in diesem Werk erlebt hatte. Zuerst hatte er in der Flugzeugmotorenproduktion gearbeitet, später stellte er Motoren für Rennboote und Motorroller mit arglosen Namen wie Pitty oder Wiesel her und schließlich LKW mit Allradantrieb. Wenn er aber danach gefragt wurde, konnte er nichts erzählen. Kein einziges Wort.“

Zum Sand und zum modernen Ludwigsfelde schreibt Strubel beispielsweise:

„Die Potsdamer Straße ist bis zum Bahnhof verglast. Der Rat der Stadt ist ein Glashaus geworden. Man sieht alles, man kann jetzt durch alles durchgucken. Es gibt niemanden, der einem noch Auskunft erteilt. Man entgeht keinem. Aus dem ganzen Sand hier wurde Glas gemacht. Man hat die Spielplätze ausgehoben, die Teststrecke geräumt, jeden Sandhügel abgetragen in den Schrebergärten und rings um den Pfuhl, auch die Kiefernwurzeln liegen jetzt frei. Darüber wurden blanke, hochwertige, glatte Scheiben gesetzt. Sie wissen vor lauter Glas manchmal nicht mehr, ob Sie noch vor einem Haus stehen oder ob Sie schon reingegangen sind. Ob Sie aus einem Fenster nicht hinaus, sondern vielleicht wieder ins Innere sehen und also aus ganz Ludwigsfelde kein Rauskommen ist.“

### Falko Hennig
In zwei Romanen des 1969 geborenen Autors Falko Hennig spielt Ludwigsfelde eine wichtige Rolle. Sein erster Roman Alles nur geklaut (Augsburg 1999) beschreibt Kindheit und Jugend in der Stadt. In dem Roman zeichnet sich Falko Hennig als Kleinkrimineller, dessen Vater aus politischen Gründen in der DDR seinen Job als Lehrer verliert und fortan im Autowerk arbeitet.
Zentraler ist die Stadt noch für Hennigs zweiten Roman Trabanten (München 2002). Der Protagonist ist von Autos besessen und anhand seiner Geschichte illustriert sich die Geschichte des Kraftfahrzeug- und Raketenbaus in Ludwigsfelde.

„Ein neuer Beschluss bestimmte Ludwigsfelde zum Fabrikationsort, eine riesige neue Werkhalle entstand, Wohnblöcke, Kindergärten, Kaufhallen, mit dem ersten Laster vom Band durfte Ludwigsfelde sich ‚Stadt‘ nennen. Sogar Automobilbauerstadt, es bekam ein Wappen in Form eines unten ausgebauchten Motorzylinders.“

Auch wenn in dem Roman Geschichte, Fiktion und Wirklichkeit ineinander übergehen, ist Ludwigsfelde in Trabanten als Ort sehr genau beschrieben:

„Ringsum war Wald, eigentlich war sogar in Ludwigsfelde Wald, hinter den Holzhäusern, zwischen den Wohnblöcken, überall reckten sich Kiefern nach oben, lang und dünn oder knorrig verwachsen, wenn sie einzeln standen. Ludwigsfelde wurde durch die Autobahn geteilt, aber die beiden Hälften der Stadt waren durch einen Straßen- und einen Fußgängertunnel miteinander verbunden.“